# Puchar Polski w hokeju na lodzie 2018
Puchar Polski w hokeju na lodzie mężczyzn 2018 – 21. edycja rozgrywek o Puchar Polski, zorganizowana przez Polską Hokej Ligę. W turnieju finałowym wzięły udział cztery najlepsze kluby PHL po rozegraniu dwóch rund spotkań ligowych: GKS Katowice, GKS Tychy, KH TatrySki Podhale Nowy Targ oraz JKH GKS Jastrzębie. Turniej finałowy został po raz czwarty rozegrany w Tychach na Stadionie Zimowym. Poprzednie edycje miały miejsce w 2001, 2007 i 2009 roku. O organizację imprezy starał się również Nowy Targ, jednak oferta tyszan okazała się korzystniejsza. Obrońcą tytułu była drużyna GKS Tychy, która w finale poprzedniej edycji pokonała po dogrywce ComArch Cracovię 6:5 i po raz ósmy w historii sięgnęła po to trofeum.
Identycznie jak w poprzednich latach spotkania turnieju finałowego transmitowała na żywo stacja TVP Sport, a w internecie portal sport.tvp.pl. Mecze cieszyły się dużym zainteresowaniem kibiców, których najwięcej oglądało spotkanie półfinałowe pomiędzy GKS Tychy a KH TatrySki Podhalem Nowy Targ. Na trybunach zasiadło wówczas 2500 sympatyków hokeja. Organizatorzy nie przewidzieli przyjmowania zorganizowanych grup kibiców przyjezdnych drużyn, jednak na  meczach swoich zespołów pojawili się kibice JKH GKS-u Jastrzębie oraz TatrySki Podhala Nowy Targ. Podobnie jak w poprzednich edycjach spotkania półfinałowe i finał sędziowało czterech sędziów.
Trofeum wywalczyła drużyna JKH GKS Jastrzębie, która w meczu finałowym zwyciężyła KH TatrySki Podhale Nowy Targ 4:0. Dla jastrzębian był to drugi w historii klubu zdobyty Puchar Polski. Pierwszy, zespół wywalczył w 2012 roku w Sanoku. Wszystkie nagrody indywidualne wywalczyli zawodnicy triumfatora rozgrywek JKH GKS-u. Królem strzelców turnieju został czeski napastnik Tomáš Komínek, który zdobył trzy gole. Najlepiej asystującym zawodnikiem okazał się Słowak Peter Fabuš, który zanotował trzy kluczowe podania. W klasyfikacji kanadyjskiej zwyciężył Tomáš Komínek, który do trzech bramek dołożył jedną asystę. W zestawieniu bramkarzy triumfował Ondřej Raszka, który bronił ze skutecznością 95,5%.

## Formuła

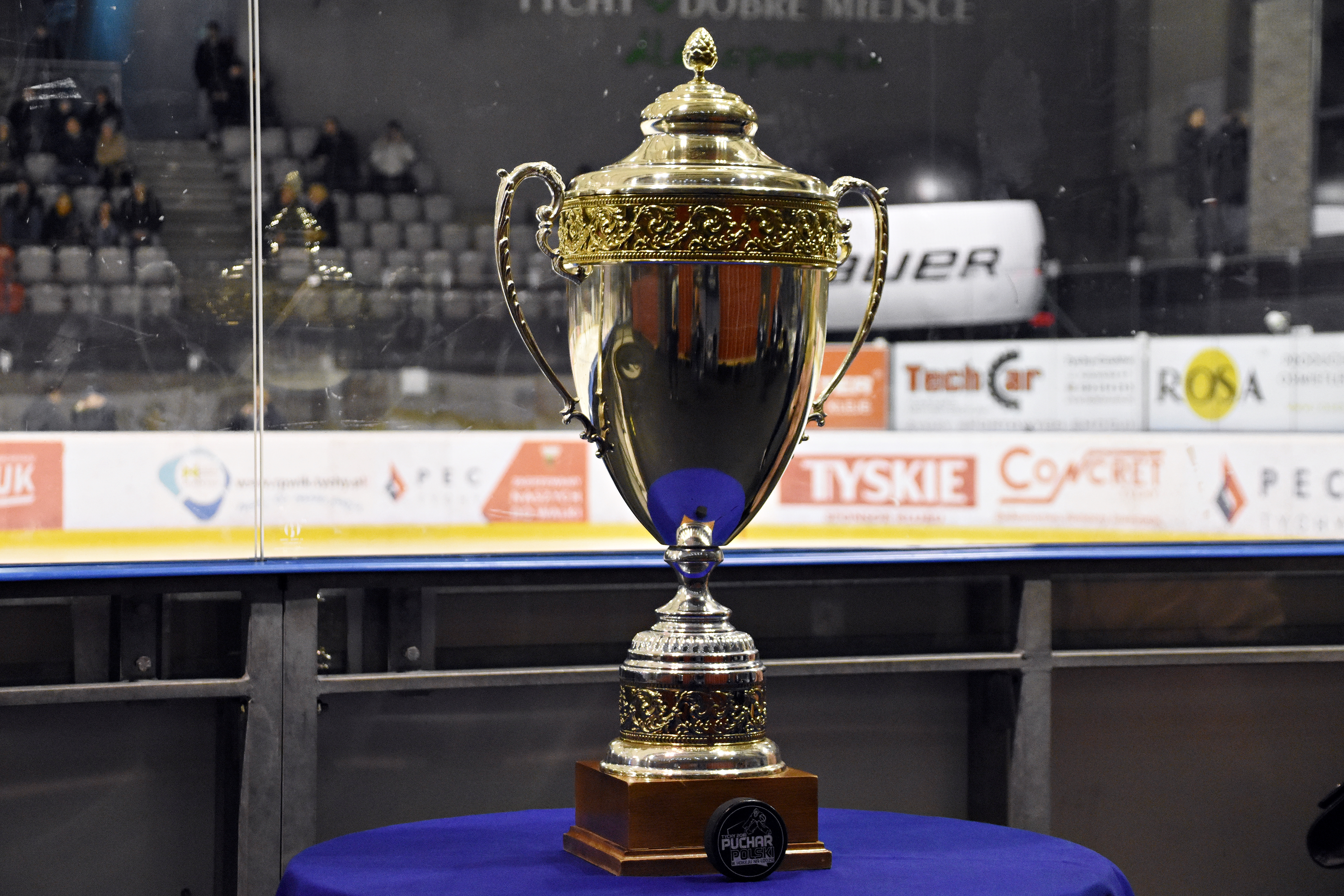
Trofeum, o które rywalizowały drużyny w turnieju finałowym Pucharu Polski

Rozgrywki Pucharu Polski w 2018 roku zostały przeprowadzone zgodnie z regulaminem uchwalonym przez PZHL w lipcu 2018 roku na podstawie systemu i terminarza zatwierdzonego przez Zarząd PZHL. Rywalizacja podobnie jak w poprzednich edycjach składała się z dwóch etapów. Pierwszy pokrywał się z rozgrywkami ligowymi Polskiej Hokej Ligi, gdzie jedenaście klubów rozegrało 22 spotkania (dwie pełne rundy fazy zasadniczej po 11 spotkań). Na podstawie miejsc w tabeli cztery pierwsze drużyny wywalczyły awans do drugiego etapu tj. turnieju finałowego. Zespoły zostały podzielone w następujące pary: 1 – 4 i 2 – 3. W finale zagrali zwycięzcy meczów półfinałowych, natomiast meczu o trzecie miejsce nie rozgrywano.
Jeżeli spotkanie półfinałowe w regulaminowym czasie gry zakończyło się remisem, bezpośrednio po nim następowała dziesięciominutowa dogrywka w czteroosobowych składach. Jeśli spotkanie nie zostało rozstrzygnięte, wówczas decydowała seria rzutów karnych po pięć najazdów zawodników obu drużyn. Podobnie w meczu finałowym, jednak z taką różnicą, że zamiast 10 minut zawodnicy grali 20-minutową dogrywkę w pełnych pięcioosobowych składach. Jeżeli nadal nie nastąpiło rozstrzygnięcie wówczas zostały rozegrane rzuty karne po pięć najazdów z obu drużyn. Mecze w drugim etapie prowadzili czterej sędziowie, po dwóch głównych i liniowych. Spotkania półfinałowe i finał rozgrywek odbyły się 27 i 28 grudnia 2018 roku.

## Organizacja
Organizatorami turnieju finałowego Pucharu Polski była Polska Hokej Liga Sp. z o.o. oraz władze miasta Tychy, w którym odbywał się turniej. Termin jego rozegrania został wyznaczony na 27 i 28 grudnia 2018 roku. Oficjalną ofertę na organizację turnieju w dniu 6 listopada złożył klub GKS Tychy. Dwa dni później ofertę na organizację turnieju przesłali również działacze TatrySki Podhala Nowy Targ. W Nowym Targu zmagania o Puchar Polski organizowane były w 2005, 2015 i 2016 roku. Działacze PHL po rozpatrzeniu obydwu kandydatur 14 listopada oficjalnie poinformowali, że turniej finałowy zostanie rozegrany w Tychach.

Bardzo się cieszymy, że po kilku latach turniej finałowy wraca do Tychów. GKS jest najbardziej utytułowanym klubem w tych rozgrywkach, wszak już ośmiokrotnie sięgaliśmy po trofeum. W trakcie rozmów z Mirosławem Minkiną doszliśmy do wniosku, że Tychy są najlepszym miejscem do organizacji turnieju. Jestem przekonany, że ostatnie dni roku będą stały pod znakiem wielkich emocji. Oczywiście naszym celem jest obrona Pucharu Polski.

Turniej finałowy był rozgrywany na Stadionie Zimowym w Tychach po raz czwarty. Poprzednie trzy edycje odbyły się w 2001, 2007 i 2009 roku. W roku ubiegłym w turnieju zwyciężyła drużyna GKS Tychy, która pokonała po dogrywce MKS ComArch Cracovię 6:5.
Głównym sponsorem rozgrywek została firma bukmacherska PZBUK, z którą na początku grudnia PZHL zawarł umowę. Będzie ona obowiązywać do końca października 2019 roku.

## Przed turniejem

### Uczestnicy
Do półfinałów Pucharu Polski zakwalifikowały się cztery najlepsze po dwóch rundach PHL drużyny: GKS Tychy, TatrySki Podhale Nowy Targ, JKH GKS Jastrzębie i Tauron KH GKS Katowice. Kluby te zostały wyłonione po rozegraniu 22 kolejek rundy zasadniczej. Jako pierwsi udział w II rundzie zapewnili sobie hokeiści GKS Katowice, następnie awans uzyskali również zawodnicy GKS Tychy. Do ostatniej kolejki o dwa pozostałe miejsca rywalizowały Podhale Nowy Targ, JKH Jastrzębie oraz KH Energa Toruń. Ostatecznie w bezpośrednim meczu Podhale na wyjeździe pokonało po dogrywce 7:6 Energę Toruń i awansowało do półfinału. Do półfinału awansowała również drużyna JKH, która po dogrywce pokonała Kadrę PZHL. Bramkę na wagę awansu zdobył słowacki napastnik Peter Fabuš.
Tabela po dwóch rundach PHL
| Msc. | Zespół                        | M  | Pkt | W  | WPD | WPK | PPD | PPK | P  | G + | G – | +/−  |
| ---- | ----------------------------- | -- | --- | -- | --- | --- | --- | --- | -- | --- | --- | ---- |
| 1.   | KH Tauron GKS Katowice        | 22 | 59  | 19 | 1   | 0   | 0   | 0   | 2  | 115 | 33  | +82  |
| 2.   | GKS Tychy                     | 22 | 48  | 13 | 2   | 1   | 2   | 1   | 3  | 101 | 52  | +49  |
| 3.   | KH TatrySki Podhale Nowy Targ | 22 | 45  | 13 | 2   | 1   | 0   | 0   | 6  | 83  | 45  | +38  |
| 4.   | JKH GKS Jastrzębie            | 22 | 41  | 11 | 2   | 0   | 3   | 1   | 5  | 61  | 44  | +17  |
| 5.   | MKS ComArch Cracovia          | 22 | 39  | 11 | 0   | 1   | 3   | 1   | 6  | 76  | 50  | +26  |
| 6.   | KH Energa Toruń               | 22 | 38  | 10 | 2   | 1   | 1   | 1   | 7  | 81  | 61  | +20  |
| 7.   | TH Unia Oświęcim              | 22 | 32  | 8  | 3   | 0   | 1   | 1   | 9  | 79  | 66  | +13  |
| 8.   | MH Automatyka Gdańsk          | 22 | 25  | 7  | 0   | 0   | 2   | 2   | 11 | 57  | 65  | -8   |
| 9.   | HK Zagłębie Sosnowiec         | 22 | 23  | 6  | 1   | 1   | 1   | 0   | 13 | 57  | 85  | -28  |
| 10.  | PGE Orlik Opole               | 22 | 23  | 4  | 3   | 1   | 3   | 0   | 11 | 63  | 101 | -38  |
| 11.  | TMH Tempish Polonia Bytom     | 22 | 15  | 3  | 2   | 1   | 0   | 0   | 16 | 55  | 103 | -48  |
| 12.  | Kadra PZHL                    | 22 | 8   | 2  | 0   | 0   | 2   | 0   | 18 | 39  | 162 | -123 |

Legenda:

Msc. = lokata w tabeli, M = liczba rozegranych spotkań, Pkt = Liczba zdobytych punktów, W = Liczba meczów wygranych, WPD = Liczba meczów wygranych po dogrywce, WPK = Liczba meczów wygranych po karnych, PPD = Liczba meczów przegranych po dogrywce, PPK = Liczba meczów przegranych po karnych, P = Liczba meczów przegranych, G+ = Gole strzelone, G- = Gole stracone, +/− = Bilans bramkowy

    = Awans do turnieju finałowego Pucharu Polski

### Sędziowie
Tydzień przed rozpoczęciem turnieju organizatorzy ogłosili obsadę sędziowską na spotkania półfinałowe. Arbitrzy meczu finałowego zostali wybrani po rozegraniu półfinałów. Trzy spotkania sędziowało ośmiu sędziów, czterech głównych i czterech liniowych. W pierwszym meczu pomiędzy Tauron KH GKS Katowice a JKH GKS Jastrzębie jako główni sędziowali Przemysław Kępa z Nowego Targu i Michał Baca z Oświęcimia. Na liniach pomagali im Paweł Kosidło z Opola i Mateusz Bucki z Krakowa. Funkcję obserwatora sprawował Jacek Rokicki. W drugim spotkaniu pomiędzy GKS Tychy a TatrySki Podhalem Nowy Targ jako sędziowie główni wybrani zostali Paweł Meszyński z Warszawy i Paweł Breske z Jastrzębia-Zdroju. Funkcję liniowych pełnili pochodzący z Torunia Sławomir Szachniewicz i Wojciech Moszczyński. Rolę obserwatora podczas tego spotkania pełnił Grzegorz Porzycki. Po rozstrzygnięciu meczów półfinałowych została wybrana odsada sędziowska spotkania finałowego. Mecz jako sędziowie główni prowadzili Michał Baca i Paweł Meszyński, a na liniach sędziowali Mateusz Bucki i
Paweł Kosidło. Obserwatorem był Grzegorz Porzycki.

### Bilety
Sprzedaż biletów na turniej finałowy w Tychach ruszyła w piątek 14 grudnia. Kibice mogli nabywać wejściówki wyłącznie w kasach na Stadionie Zimowym oraz w kasach na Stadionie Miejskim w Tychach. Bilety normalne na pojedyncze spotkanie półfinałowe kosztowały 20 złotych, natomiast ulgowe można było zakupić za 10 zł. Ulga dotyczyła osób uczących się (młodzież, studenci do 26 roku życia na podstawie ważnej legitymacji szkolnej/studenckiej), a także emerytów i rencistów oraz osób niepełnosprawnych i ich opiekunów. Dzieci do 10 lat życia miały wstęp bezpłatny. Bilet normalny na spotkanie finałowe kosztował 40 zł, a ulgowy 20 zł. Można było również nabyć karnet na wszystkie spotkania turnieju finałowego. Karnet normalny kosztował 45 zł, a ulgowy 25 zł. Maksymalnie pięć biletów mogła kupić jedna osoba podając imiona, nazwiska i numery PESEL uczestników. Organizatorzy nie przewidzieli przyjmowania zorganizowanych grup kibiców przyjezdnych i tym samym nie zarezerwowali dodatkowych biletów.

### Media i transmisje
Media i dziennikarze, którzy chcieli relacjonować wydarzenia z turnieju finałowego musieli uzyskać akredytację. Organizator umożliwił jej uzyskanie poprzez serwis www.accredito.com/pzhl. Akredytację na spotkania Pucharu Polski były wydawane na lodowisku w Tychach godzinę przed rozpoczęciem turnieju finałowego.
Prawa do pokazywania meczów Pucharu Polski w 2018 roku podobnie jak w ubiegłych latach nabyła stacja telewizyjna TVP Sport. Spotkania były również transmitowane w internecie na platformie sport.tvp.pl. Transmisje półfinałów rozpoczęły się 20 minut przed pierwszym gwizdkiem. Mecze poprzedziło studio, które prowadziła Anna Kozińska wraz z byłym reprezentantem Polski Grzegorzem Piekarskim. Spotkania komentował Jacek Laskowski wspólnie z byłym reprezentantem Polski Wojciechem Tkaczem. Wywiady w trakcie meczów półfinałowych przeprowadzała Olga Rybicka. Obsada podczas meczu finałowego była taka sama jak podczas spotkań półfinałowych, z tym że studio prowadziła Rybicka, a wywiady przeprowadzała Kozińska. Transmisja ze studia przed meczem finałowym rozpoczęła się o godz. 19:30. Transmisję radiową na żywo z meczu finałowego przeprowadziło ponadto Polskie Radio Katowice. Impreza była rozgrywana pod patronatem Ministerstwa Sportu i Turystyki.

## Składy
Do turnieju finałowego drużyna GKS-u Tychy przystępowała niemal w pełnym składzie. Niepewny był występ jedynie Petera Novajovskiego, który po porannym rozjeździe ostatecznie nie znalazł się w kadrze. Oprócz niego w składzie na turniej finałowy nie znaleźli się: Jakub Zawalski, Olaf Bizacki, Remigiusz Gazda, Kamil Kalinowski i Błażej Salamon. Tydzień przed rozpoczęciem turnieju zespół został wzmocniony przez białoruskiego obrońcę Alaksandra Jeronaua, który występował poprzednio w białoruskim HK Homel. Również w drużynie TatrySki Podhala Nowy Targ trener Tomasz Valtonen mógł skorzystać ze wszystkich swoich zawodników poza Ali Liikanenem, który dwa tygodnie przed turniejem odszedł z klubu. Zastąpił jego rodak Miro Hovinen. Do kadry meczowej nie zmieścili się jednak: Paweł Bizub, Patryk Wsół, Filip Wielkiewicz i Jan Wolski.
W zespole lidera Polskiej Hokej Ligi Tauronu KH GKS Katowice w turnieju finałowym nie mógł wziąć udziału jedynie kapitan Tomasz Malasiński, który złamał palec u ręki. Pozostali zawodnicy byli do dyspozycji trenera. Jednak z ławki trenerskiej zespołu nie prowadził pierwszy trener Tom Coolen, który z powodów osobistych na czas turnieju wrócił do Kanady. W tej roli zastąpił go jego asystent Piotr Sarnik. W kadrze na turniej nie znalazł się tylko bramkarz Kamil Berggruen. Drużyna czwartego finalisty JKH GKS Jastrzębie także wystąpiła w pełnym składzie. W kadrze meczowej nie zmieścili się: Oskar Załucki, Tobiasz Bigos, Kordian Chorążyczewski, Kamil Cieśla, Antoni Kot i Grzegorz Radzieńciak. W zespole ponadto zabrakło Leszka Laszkiewicza, który wcześniej z powodu kontuzji zakończył karierę sportową.

### GKS Tychy
| SKŁAD             | SKŁAD | SKŁAD                  | SKŁAD          | SKŁAD            | SKŁAD                   | SKŁAD | SKŁAD |
| Lp                | Nr    | Zawodnik               | Data urodzenia | Wzrost/Waga      | Wychowanek              |       |       |
| ----------------- | ----- | ---------------------- | -------------- | ---------------- | ----------------------- | ----- | ----- |
| BRAMKARZE         |       |                        |                |                  |                         |       |       |
| 1.                | 18.   | Kamil Lewartowski      | 1998-02-06     | 182 cm/75 kg     | MOSM Tychy              |       |       |
| 2.                | 31.   | John Murray            | 1987-07-04     | 184 cm/89 kg     |                         |       |       |
| 3.                | 30.   | Jakub Zawalski         | 1999-01-15     | 194 cm/93 kg     |                         |       |       |
| OBROŃCY           |       |                        |                |                  |                         |       |       |
| 4.                | 12.   | Olaf Bizacki           | 1999-02-26     | 170 cm/80 kg     |                         |       |       |
| 5.                | 69.   | Mateusz Bryk           | 1989-08-24     | 185 cm/80 kg     | JKH GKS Jastrzębie      |       |       |
| 6.                | 6.    | Bartosz Ciura          | 1992-11-20     | 186 cm/87 kg     | UKH Dębica              |       |       |
| 7.                | 20.   | Remigiusz Gazda        | 1995-08-19     | 179 cm/79 kg     | MKS Sokoły Toruń        |       |       |
| 8.                | 17.   | Kamil Górny            | 1989-09-20     | 182 cm/80 kg     | JKH GKS Jastrzębie      |       |       |
| 9.                | 29.   | Alaksandr Jeronau      | 1989-05-05     | 187 cm/86 kg     |                         |       |       |
| 10.               | 33.   | Michael Kolarz         | 1987-01-12     | 182 cm/88 kg     | HC Vítkovice            |       |       |
| 11.               | 87.   | Michał Kotlorz (C)     | 1987-05-12     | 179 cm/87 kg     | wychowanek              |       |       |
| 12.               | 88.   | Peter Novajovský       | 1989-09-27     | 184 cm/85 kg     |                         |       |       |
| 13.               | 67.   | Bartłomiej Pociecha    | 1992-03-22     | 186 cm/85 kg     | KTH Krynica             |       |       |
| NAPASTNICY        |       |                        |                |                  |                         |       |       |
| 14.               | 3.    | Adam Bagiński (A)      | 1980-03-17     | 184 cm/82 kg     | GKS Stoczniowiec Gdańsk |       |       |
| 15.               | 78.   | Michael Cichy          | 1990-07-08     | 180 cm/85 kg     |                         |       |       |
| 16.               | 24.   | Radosław Galant        | 1990-11-10     | 190 cm/88 kg     | KTH Krynica             |       |       |
| 17.               | 11.   | Mateusz Gościński      | 1997-07-23     | 188 cm/76 kg     | MKS Sokoły Toruń        |       |       |
| 18.               | 91.   | Bartłomiej Jeziorski   | 1998-04-22     | 189 cm/75 kg     | MOSM Tychy              |       |       |
| 19.               | 10.   | Kamil Kalinowski       | 1992-04-11     | 175 cm/77 kg     | MKS Sokoły Toruń        |       |       |
| 20.               | 15.   | Gleb Klimienko         | 1983-07-28     | 174 cm/81 kg     | Siewierstal Czerepowiec |       |       |
| 21.               | 68.   | Patryk Kogut           | 1991-10-19     | 187 cm/94 kg     | Naprzód Janów           |       |       |
| 22.               | 5.    | Filip Komorski         | 1981-07-27     | 191 cm/93 kg     | KH Legia Warszawa       |       |       |
| 23.               | 28.   | Andrij Michnow         | 1983-11-26     | 200 cm/97 kg     |                         |       |       |
| 24.               | 13.   | Jarosław Rzeszutko (A) | 1986-10-17     | 183 cm/80 kg     | GKS Stoczniowiec Gdańsk |       |       |
| 25.               | 85.   | Błażej Salamon         | 1987-10-25     | 180 cm/83 kg     | TMH Polonia Bytom       |       |       |
| 26.               | 74.   | Tomáš Sýkora           | 1990-07-04     | 190 cm/94 kg     | HC 05 Banská Bystrica   |       |       |
| 24.               | 8.    | Alexander Szczechura   | 1990-05-01     | 175 cm/82 kg     |                         |       |       |
| 25.               | 66.   | Jakub Witecki          | 1990-07-21     | 187 cm/83 kg     | KTH Krynica             |       |       |
| Sztab szkoleniowy |       |                        |                |                  |                         |       |       |
| -                 | TR    | Andrej Husau           | 1969-11-16     | I trener         |                         |       |       |
| -                 | TR    | Krzysztof Majkowski    | 1978-04-04     | II trener        |                         |       |       |
| -                 | TR    | Siarhiej Szapiaciuk    | 1978-03-13     | II trener        |                         |       |       |
| -                 | TR    | Arkadiusz Sobecki      | 1980-01-15     | trener bramkarzy |                         |       |       |

### JKH GKS Jastrzębie
| SKŁAD             | SKŁAD | SKŁAD                  | SKŁAD          | SKŁAD         | SKŁAD            | SKŁAD | SKŁAD |
| Lp                | Nr    | Zawodnik               | Data urodzenia | Wzrost/Waga   | Wychowanek       |       |       |
| ----------------- | ----- | ---------------------- | -------------- | ------------- | ---------------- | ----- | ----- |
| BRAMKARZE         |       |                        |                |               |                  |       |       |
| 1.                | 90.   | Oskar Prokop           | 1999-03-05     | 180 cm/75 kg  |                  |       |       |
| 2.                | 96.   | Ondřej Raszka          | 1990-03-04     | 192 cm/103 kg |                  |       |       |
| 3.                | 31.   | Oskar Załucki          | 1999-12-04     | 182 cm/94 kg  |                  |       |       |
| OBROŃCY           |       |                        |                |               |                  |       |       |
| 4.                | 86.   | Tobiasz Bigos          | 1986-02-14     | 180 cm/82 kg  | wychowanek       |       |       |
| 5.                | 65.   | Kordian Chorążyczewski | 1997-10-28     | 175 cm/77 kg  |                  |       |       |
| 6.                | 94.   | Jakub Gimiński         | 1994-01-29     | 178 cm/74 kg  | MKS Sokoły Toruń |       |       |
| 7.                | 23.   | Jakub Grof             | 1981-05-16     | 179 cm/81 kg  |                  |       |       |
| 8.                | 92.   | Jan Homer              | 1980-12-11     | 185 cm/95 kg  |                  |       |       |
| 9.                | 13.   | Krzysztof Kantor       | 1990-05-11     | 184 cm/92 kg  |                  |       |       |
| 10.               | 6.    | Jakub Kubeš            | 1996-10-19     | 193 cm/100 kg | HC Kladno        |       |       |
| 11.               | 8.    | Vladimír Lukáčik       | 1993-03-24     | 181 cm/90 kg  |                  |       |       |
| 12.               | 5.    | Jakub Michałowski      | 1998-04-19     | 188 cm/84 kg  |                  |       |       |
| 13.               | 24.   | Grzegorz Radzieńciak   | 1998-06-03     | 176 cm/74 kg  |                  |       |       |
| 14.               | 76.   | Maciej Sulka           | 1987-02-21     | 182 cm/85 kg  | MMKS Nowy Targ   |       |       |
| NAPASTNICY        |       |                        |                |               |                  |       |       |
| 15.               | 71.   | Jakub Blanik           | 2001-03-17     | 167 cm/63 kg  |                  |       |       |
| 16.               | 18.   | Artiom Dubinin         | 1989-03-03     | 196 cm/95 kg  |                  |       |       |
| 17.               | 25.   | Peter Fabuš            | 1979-07-15     | 187 cm/89 kg  |                  |       |       |
| 18.               | 47.   | Dominik Jarosz         | 1998-10-16     | 187 cm/81 kg  |                  |       |       |
| 19.               | 27.   | Martin Kasperlík       | 1993-06-10     | 175 cm/77 kg  |                  |       |       |
| 20.               | 41.   | Tomáš Komínek          | 1991-01-01     | 178 cm/82 kg  |                  |       |       |
| 21.               | 10.   | Tomasz Kulas           | 1984-05-01     | 179 cm/79 kg  | wychowanek       |       |       |
| 22.               | 81.   | Leszek Laszkiewicz (A) | 1978-08-11     | 186 cm/89 kg  | wychowanek       |       |       |
| 23.               | 29.   | Patryk Matusik         | 1996-07-01     | 185 cm/91 kg  | wychowanek       |       |       |
| 24.               | 61.   | Dominik Nahunko        | 1995-08-01     | 180 cm/82 kg  |                  |       |       |
| 25.               | 20.   | Łukasz Nalewajka       | 1993-11-30     | 173 cm/80 kg  | wychowanek       |       |       |
| 26.               | 22.   | Radosław Nalewajka (C) | 1993-11-30     | 169 cm/74 kg  | wychowanek       |       |       |
| 27.               | 14.   | Dominik Paś            | 1999-09-21     | 175 cm/68 kg  |                  |       |       |
| 28.               | 17.   | Patryk Pelaczyk        | 1998-09-05     | 195 cm/105 kg |                  |       |       |
| 29.               | 77.   | Jan Sołtys             | 2000-09-13     | 185 cm/83 kg  |                  |       |       |
| 30.               | 19.   | Kamil Świerski         | 1995-05-07     | 185 cm/76 kg  | KH Sanok         |       |       |
| 31.               | 21.   | Kamil Wałęga           | 2000-07-21     | 182 cm/72 kg  |                  |       |       |
| 32.               | 15.   | Kamil Wróbel           | 1997-02-20     | 184 cm/82 kg  |                  |       |       |
| Sztab szkoleniowy |       |                        |                |               |                  |       |       |
| -                 | TR    | Róbert Kaláber         | 1969-10-08     | I trener      |                  |       |       |
| -                 | TR    | Rafał Bernacki         | 1981-05-05     | II trener     |                  |       |       |

### Tauron KH GKS Katowice
| SKŁAD             | SKŁAD | SKŁAD                 | SKŁAD          | SKŁAD        | SKŁAD                   | SKŁAD | SKŁAD |
| Lp                | Nr    | Zawodnik              | Data urodzenia | Wzrost/Waga  | Wychowanek              |       |       |
| ----------------- | ----- | --------------------- | -------------- | ------------ | ----------------------- | ----- | ----- |
| BRAMKARZE         |       |                       |                |              |                         |       |       |
| 1.                | 41.   | Kamil Berggruen       | 1996-07-09     | 183 cm/88 kg |                         |       |       |
| 2.                | 35.   | Michał Kieler         | 1995-07-20     | 189 cm/90 kg |                         |       |       |
| 3.                | 47.   | Kevin Lindskoug       | 1992-08-10     | 180 cm/84 kg |                         |       |       |
| OBROŃCY           |       |                       |                |              |                         |       |       |
| 4.                | 24.   | Martin Čakajík        | 1979-12-12     | 178 cm/86 kg |                         |       |       |
| 5.                | 19.   | Dušan Devečka         | 1980-06-19     | 180 cm/85 kg |                         |       |       |
| 6.                | 4.    | Oskar Krawczyk        | 1995-04-25     | 185 cm/83 kg |                         |       |       |
| 7.                | 2.    | Tomasz Skokan         | 1986-10-28     | 177 cm/80 kg | STS Sanok               |       |       |
| 8.                | 15.   | Damian Tomasik        | 1994-08-18     | 174 cm/75 kg | MMKS Nowy Targ          |       |       |
| 9.                | 53.   | Niko Tuhkanen         | 1988-04-18     | 180 cm/82 kg |                         |       |       |
| 10.               | 5.    | Jakub Wanacki         | 1991-03-12     | 192 cm/90 kg | Orlik Opole             |       |       |
| NAPASTNICY        |       |                       |                |              |                         |       |       |
| 11.               | 17.   | Bartosz Fraszko       | 1995-10-26     | 181 cm/84 kg | MKS Sokoły Toruń        |       |       |
| 12.               | 8.    | Patryk Krężołek       | 1998-09-14     | 185 cm/80 kg | KTH Krynica             |       |       |
| 13.               | 62.   | Janne Laakkonen       | 1982-04-15     | 176 cm/82 kg | Kalevan Pallo           |       |       |
| 14.               | 28.   | Mikołaj Łopuski       | 1985-12-24     | 187 cm/93 kg | GKS Stoczniowiec Gdańsk |       |       |
| 15.               | 89.   | Tomasz Malasiński (C) | 1986-08-23     | 184 cm/88 kg | MKS Nowy Targ           |       |       |
| 16.               | 18.   | Grzegorz Pasiut (A)   | 1987-05-07     | 185 cm/91 kg | KTH Krynica             |       |       |
| 17.               | 11.   | Jesse Rohtla          | 1988-03-08     | 174 cm/78 kg | Pelicans Lahti          |       |       |
| 18.               | 18.   | Michał Rybak          | 1998-03-14     | 180 cm/65 kg | GKS Stoczniowiec Gdańsk |       |       |
| 19.               | 13.   | Radosław Sawicki      | 1995-09-08     | 180 cm/82 kg | STS Sanok               |       |       |
| 20.               | 26.   | Filip Starzyński      | 1993-01-26     | 175 cm/82 kg | KH Legia Warszawa       |       |       |
| 21.               | 80.   | Marek Strzyżowski     | 1989-01-01     | 176 cm/87 kg | STS Sanok               |       |       |
| 22.               | 93.   | Maciej Urbanowicz     | 1986-07-12     | 181 cm/87 kg | GKS Stoczniowiec Gdańsk |       |       |
| 23.               | 95.   | Patryk Wronka         | 1995-08-28     | 170 cm/71 kg | MKS Nowy Targ           |       |       |
| Sztab szkoleniowy |       |                       |                |              |                         |       |       |
| -                 | TR    | Tom Coolen            | 1953-11-20     | I trener     |                         |       |       |
| -                 | TR    | Piotr Sarnik          | 1977-02-15     | II trener    |                         |       |       |

### KH TatrySki Podhale Nowy Targ
| SKŁAD             | SKŁAD | SKŁAD                   | SKŁAD          | SKŁAD        | SKŁAD                   | SKŁAD | SKŁAD |
| Lp                | Nr    | Zawodnik                | Data urodzenia | Wzrost/Waga  | Wychowanek              |       |       |
| ----------------- | ----- | ----------------------- | -------------- | ------------ | ----------------------- | ----- | ----- |
| BRAMKARZE         |       |                         |                |              |                         |       |       |
| 1.                | 50.   | Paweł Bizub             | 1999-09-25     | 175 cm/69 kg |                         |       |       |
| 2.                | 25.   | Błażej Kapica           | 1995-08-08     | 163 cm/63 kg | wychowanek              |       |       |
| 3.                | 90.   | Przemysław Odrobny      | 1985-10-21     | 193 cm/94 kg | GKS Stoczniowiec Gdańsk |       |       |
| OBROŃCY           |       |                         |                |              |                         |       |       |
| 4.                | 18.   | Rafał Dutka (A)         | 1985-08-14     | 179 cm/84 kg | wychowanek              |       |       |
| 5.                | 62.   | Miro Hovinen            | 1992-04-29     | 192 cm/98 kg |                         |       |       |
| 6.                | 24.   | Oskar Jaśkiewicz        | 1996-06-15     | 186 cm/90 kg | wychowanek              |       |       |
| 7.                | 21.   | Eetu Moksunen           | 1997-01-14     | 184 cm/81 kg |                         |       |       |
| 8.                | 77.   | Robert Mrugała          | 1991-06-06     | 188 cm/86 kg | wychowanek              |       |       |
| 9.                | 47.   | Joona Tolvanen          | 1992-04-01     | 178 cm/86 kg |                         |       |       |
| 10.               | 8.    | Patryk Wajda            | 1988-05-20     | 181 cm/86 kg | wychowanek              |       |       |
| 11.               | 6.    | Patryk Wsół             | 1997-07-01     | 176 cm/83 kg |                         |       |       |
| NAPASTNICY        |       |                         |                |              |                         |       |       |
| 12.               | 61.   | Krystian Dziubiński (A) | 1988-05-28     | 181 cm/85 kg | wychowanek              |       |       |
| 13.               | 10.   | Kacper Guzik            | 1993-04-06     | 182 cm/89 kg | wychowanek              |       |       |
| 14.               | 16.   | Daniel Kapica           | 1993-07-29     | 174 cm/75 kg | wychowanek              |       |       |
| 15.               | 20.   | Marcin Kolusz           | 1985-01-18     | 186 cm/85 kg | wychowanek              |       |       |
| 16.               | 63.   | Eetu Koski              | 1992-07-29     | 181 cm/85 kg |                         |       |       |
| 17.               | 88.   | Mateusz Michalski       | 1992-07-29     | 186 cm/84 kg | wychowanek              |       |       |
| 18.               | 9.    | Bartłomiej Neupauer     | 1991-08-24     | 176 cm/80 kg | wychowanek              |       |       |
| 19.               | 7.    | Jarosław Różański (C)   | 1976-08-29     | 179 cm/82 kg | wychowanek              |       |       |
| 20.               | 17.   | Joonas Sammalmaa        | 1991-01-18     | 173 cm/75 kg |                         |       |       |
| 21.               | 22.   | Łukasz Siuty            | 1996-06-22     | 175 cm/72 kg |                         |       |       |
| 22.               | 97.   | Adrian Słowakiewicz     | 1999-05-25     | 185 cm/81 kg |                         |       |       |
| 23.               | 86.   | Filip Wielkiewicz       | 1994-11-11     | 178 cm/78 kg | wychowanek              |       |       |
| 24.               | 87.   | Jan Wolski              | 1998-11-14     | 180 cm/80 kg |                         |       |       |
| 25.               | 12.   | Jakub Worwa             | 1999-11-12     | 179 cm/72 kg |                         |       |       |
| 26.               | 19.   | Krzysztof Zapała        | 1982-02-11     | 174 cm/85 kg | wychowanek              |       |       |
| Sztab szkoleniowy |       |                         |                |              |                         |       |       |
| -                 | TR    | Tomasz Valtonen         | 1980-01-08     | trener       |                         |       |       |
| -                 | TR    | Marko Rönkkö            | 1963-07-11     | II trener    |                         |       |       |
| -                 | TR    | Tatiana Tichonowa       | 1984-04-10     | II trener    |                         |       |       |

## Przebieg turnieju

### Pierwszy półfinał

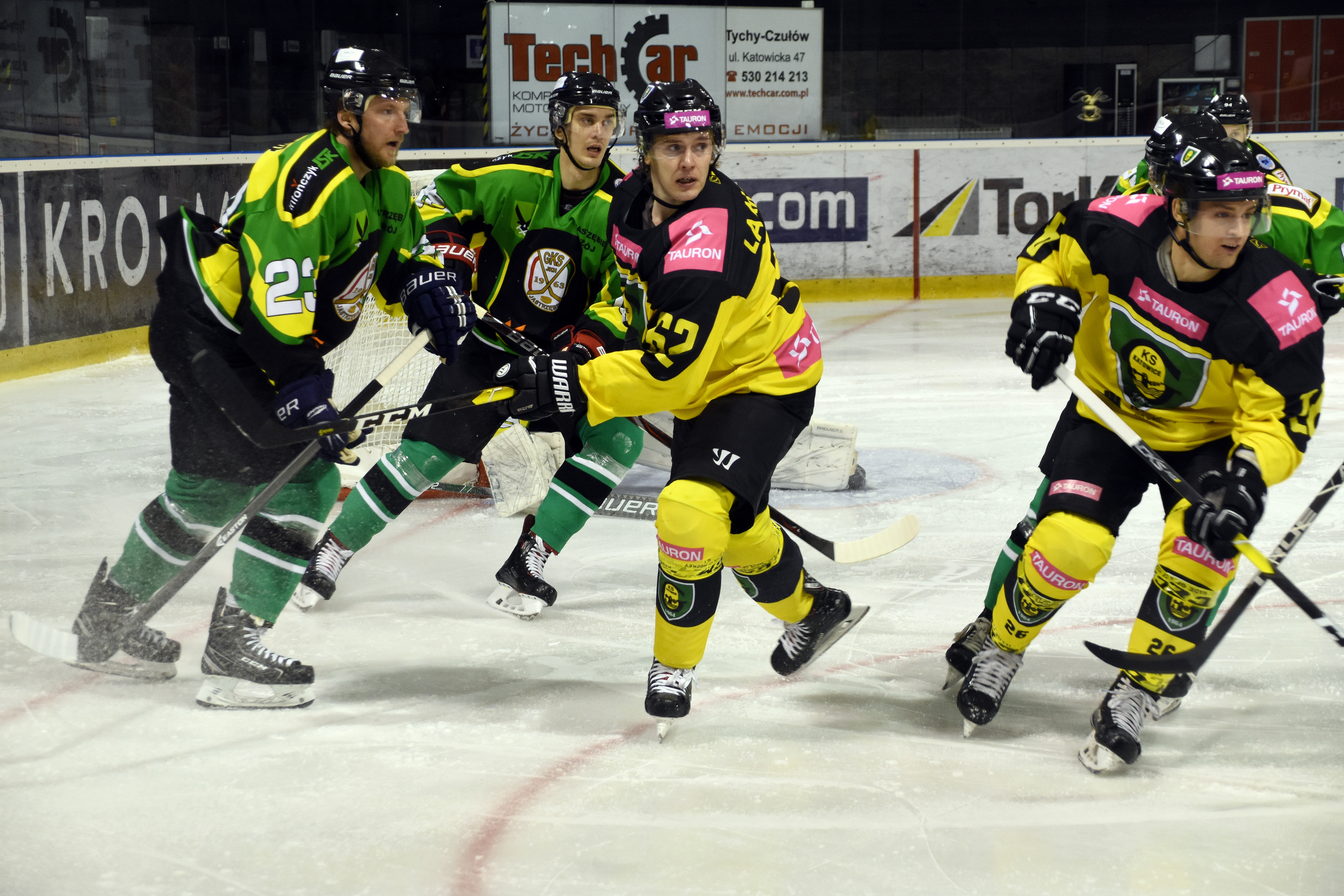
W pierwszym półfinale Pucharu Polski w 2018 roku zmierzyły się drużyny Tauron KH GKS Katowice z JKH GKS Jastrzębie

W pierwszym spotkaniu półfinałowym rywalizowały drużyny Tauronu GKS Katowice z JKH GKS Jastrzębie. Faworytem tego meczu byli katowiczanie. Podopieczni kanadyjskiego trenera Toma Coolena, przed turniejem zajmowali pierwsze miejsce w tabeli ligowej z przewagą 20 punktów nad jastrzębianami. W lidze obie drużyny mierzyły się ze sobą trzykrotnie. Wszystkie mecze wygrali katowiczanie, na własnym lodowisku po dogrywce 3:2, a na wyjeździe 2:0 i 4:3. Drużyna z alei Korfantego przystąpiła do starcia z jastrzębianami bez trenera Coolena, który z powodów osobistych wyjechał do Kanady. Zastąpił go asystent Piotr Sarnik. W zespole zabrakło również kapitana Tomasza Malasińskiego, który doznał kontuzji ręki. Z kolei drużyna Jastrzębia wystąpiła w najsilniejszym zestawieniu. W rozgrywkach Pucharu Polski kluby te rywalizowały ze sobą po raz pierwszy. Dla jastrzębian mecz z katowiczanami był siódmym spotkaniem półfinałowym w historii. Obydwa kluby na swoim koncie miały po jednym Pucharze Polski. Katowiczanie wywalczyli to trofeum w 1970 roku, a jastrzębianie w 2012 roku.
Spotkanie rozpoczęło się o godz. 16:30, a prowadziła je dwójka sędziowska Przemysław Kępa i Michał Baca. Rywalizację lepiej rozpoczęli katowiczanie, którzy pierwsi stworzyli dogodną sytuację. Na bramkę Raszki strzelał Jakub Wanacki, ale bramkarz JKH obronił to uderzenie. Minutę później krążek przy bandzie odzyskał Marek Strzyżowski i podał do Laakkonena, który będąc sam przed bramkarzem nie trafił w krążek. W 11. minucie na ławkę kar powędrował obrońca JKH Vladimír Lukáčik. Po wznowieniu gry dobrą okazję po podaniu Patryka Wronki miał Maciej Urbanowicz, ale krążek po jego strzale trafił w słupek. Na sekundę przed końcem kary Lukáčika GKS zdobył bramkę. Po rozegraniu krążka w tercji rywali Grzegorz Pasiut podał go do ustawionego przed bramką Marka Styrzyżowskiego, a ten odegrał do znajdującego się za bramką Janne Laakkonena. Fin podprowadził krążek i uderzył nad parkanem spóźnionego Raszki. Hokeiści JKH szybko mogli wyrównać, ale swoich szans nie wykorzystali Peter Fabuš i Radosław Nalewajka. Końcówka tercji należała do katowiczan. Kontratak wyprowadzili Martin Čakajík i Jesse Rohtla, który celnym strzałem pod poprzeczkę zakończył Patryk Wronka.

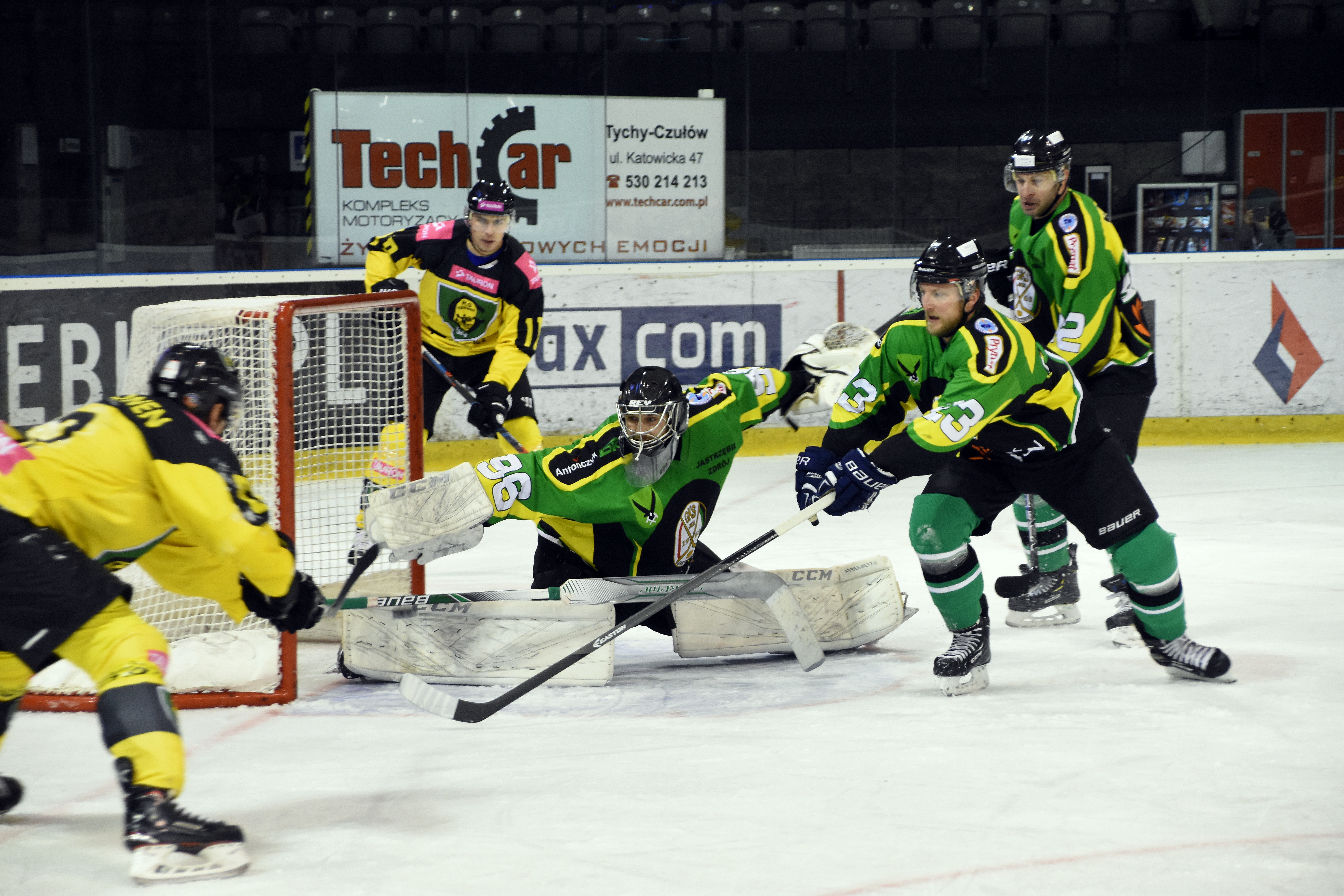
Zawodnik GKS Katowice Janne Laakkonena zdobywa pierwszą bramkę w turnieju finałowym Pucharu Polski w 2018 roku

Drugą tercję lepiej rozpoczęli jastrzębianie. Dobrą okazję zmarnował Kamil Wróbel uderzając wprost w Lindskouga. Chwilę później niemal z zerowego kąta na bramkę Raszki bez powodzenia uderzał Pasiut. Dobitka Devečki również była nieskuteczna. Kolejną akcję katowiczan przeprowadził Strzyżowski, który dostał podanie z linii niebieskiej od Laakkonena, ale strzelił obok słupka. Minutę później przed szansą stanął Urbanowicz, który otrzymał podanie od Pasiuta. Napastnik GKS był zahaczany przez Krzysztofa Kantora i tylko faul obrońcy JKH spowodował, że nie padła trzecia bramka. W 24. minucie za uderzanie kijem obustronnie na ławkę kar zostali odesłani Peter Fabuš i Jesse Rohtla. Katowiczanie grający w przewadze nie potrafili jednak strzelić gola. W 27. minucie indywidualną akcję przeprowadził Dominik Paś, ale strzelił wprost w Lindskouga. Minutę później przed szansą stanął Tomasz Kulas, ale jego strzał również obronił bramkarz GKS. W kolejnej akcji znów okazję miał Kulas, ale zablokował go Lindskoug. W 30. minucie dobrą akcję stworzyli jastrzębianie. Dominik Jarosz objechał bramkę i podał do niepilnowanego Jana Sołtysa, który strzelił z pierwszego krążka wprost w bramkarza. Krążek spadł pod kij Fabuša, ale w ostatniej chwili zablokował go Čakajík. W zamieszaniu sędzia odgwizdał spalonego w polu bramkowym i wycofał grę do tercji środkowej. W 33. minucie na ławkę kar za przeszkadzanie został odesłany Filip Starzyński. Grający w przewadze jastrzębianie stracili krążek w tercji rywali. Przejął go Jesse Rohtla, wjechał do tercji JKH i podał w tempo do nadjeżdżającego Martina Čakajíka, a ten dołożył kij i pokonał Ondřeja Raszkę. Chwilę po wznowieniu gry obrońca GKS Niko Tuhkanen za grę wysokim kijem został odesłany na dwie minuty. Grający w podwójnej przewadze przez ponad minutę jastrzębianie wykorzystali tę sytuację i zdobyli bramkę. Po założeniu hokejowego zamka Jakub Grof uderzył obok bramki, krążek odbił się od bandy i trafił do Fabuša, który zagrał wzdłuż bramki do Tomáša Komínka. Napastnik JKH strzelił prawie z zerowego kąta, a szwedzki bramkarz nie utrzymał krążka pod parkanami, wpychając go do siatki. Był to moment zwrotny tego spotkania. Katowiczanie ostatnie dwie minuty tej tercji grali w przewadze, a dobrą okazję zmarnował Pasiut. Druga część gry zakończyła się wynikiem remisowym.

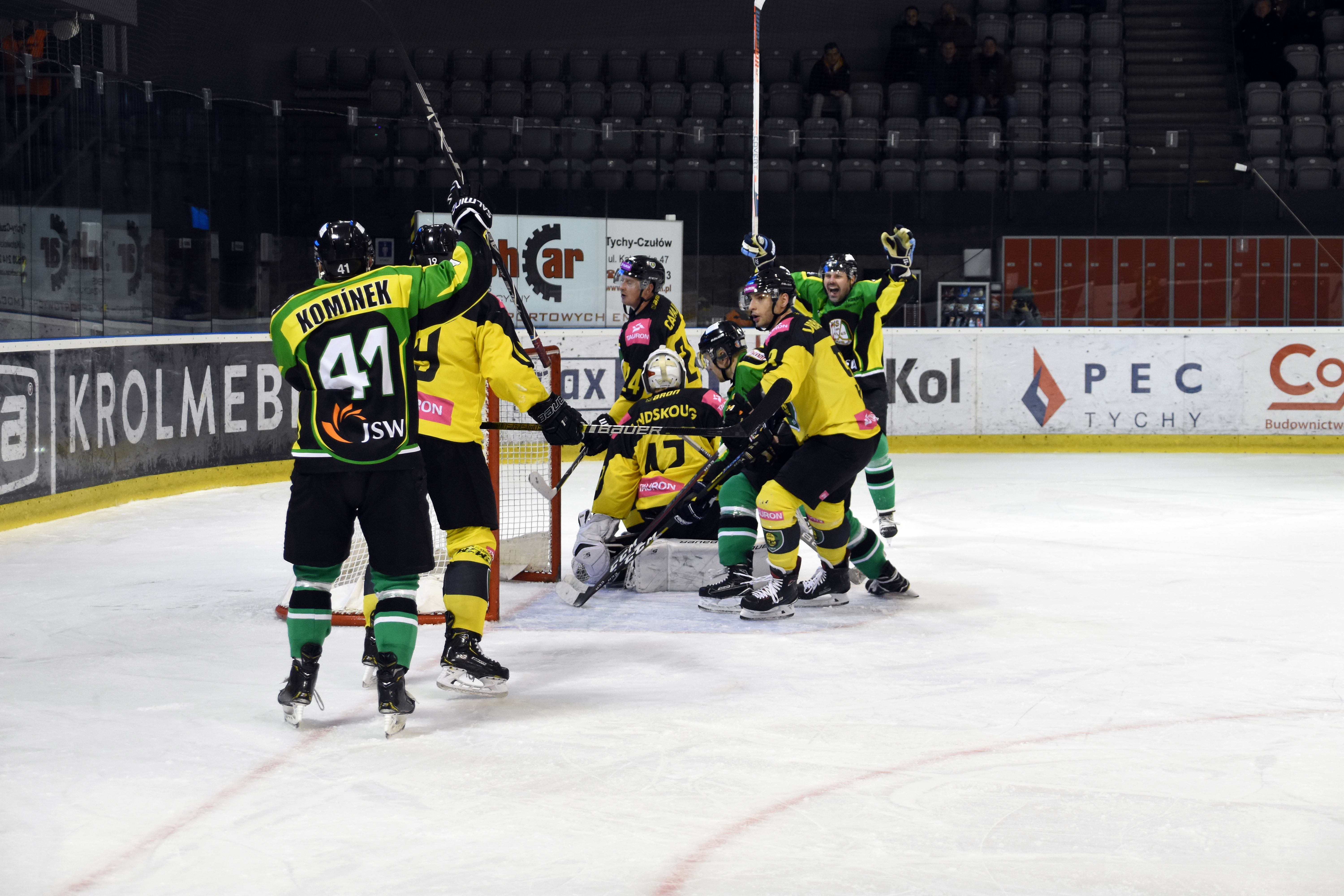
Zawodnik JKH GKS Jastrzębie Tomáš Komínek chwilę po zdobyciu pierwszej bramki dla jastrzębian

Od początku trzeciej tercji trener JKH Róbert Kaláber zdecydował się wystawiać do gry tylko trzy formacje. Spotkanie w początkowej fazie było wyrównane. W 47. minucie podczas gry w przewadze groźny strzał spod niebieskiej oddał Radosław Nalewajka. Minutę później prosto w Lindskouga uderzył Łukasz Nalewajka. W 51. minucie dobrą okazję stworzyli katowiczanie, ale Bartosz Fraszko nie zdołał pokonać Raszki. W odpowiedzi bliski zdobycia gola był Wałęga, ale jego strzał z bliskiej odległości minimalnie był niecelny. W 53. minucie zawodnicy znad czeskiej granicy zdobyli bramkę kontaktową. Akcję we własnej tercji rozpoczął Komínek, który wymienił krążek z Lukáčikiem. Obrońca jastrzębian zagrał ponownie do niepilnowanego Komínka, który uderzeniem z pierwszego krążka zdobył swoją drugą bramkę w tym meczu. W 56. minucie grając z przewagą jednego zawodnika JKH skonstruował dobrą akcję, po której groźnie, ale niecelnie uderzał Grof. W odpowiedzi po stracie Wałęgi krążek przejął Mikołaj Łopuski i razem z Patrykiem Wronką ruszyli na bramkę rywali mając przed sobą jednego obrońce. Podania Łopuskiego nie wykorzystał jednak Wronka. W kolejnej akcji Maciej Urbanowicz odzyskał krążek za bramką rywali i zagrał do Tuhkanena, który strzelił wprost w Raszkę. Na dwie minuty i piętnaście sekund przed końcem tercji drużyna JKH GKS Jastrzębie doprowadziła do remisu. Bulik w tercji GKS-u wygrał Peter Fabuš, a krążek po podaniu Komínka trafił do Jana Homera, który podał go do ustawionego na linii niebieskiej Vladimíra Lukáčika. Słowacki obrońca uderzył z pierwszego krążka i pokonał zasłoniętego Lindskouga. Spotkanie w regulaminowym czasie gry zakończyło się remisem 3:3 i zgodnie z regulaminem została rozegrana 10 minutowa dogrywka.

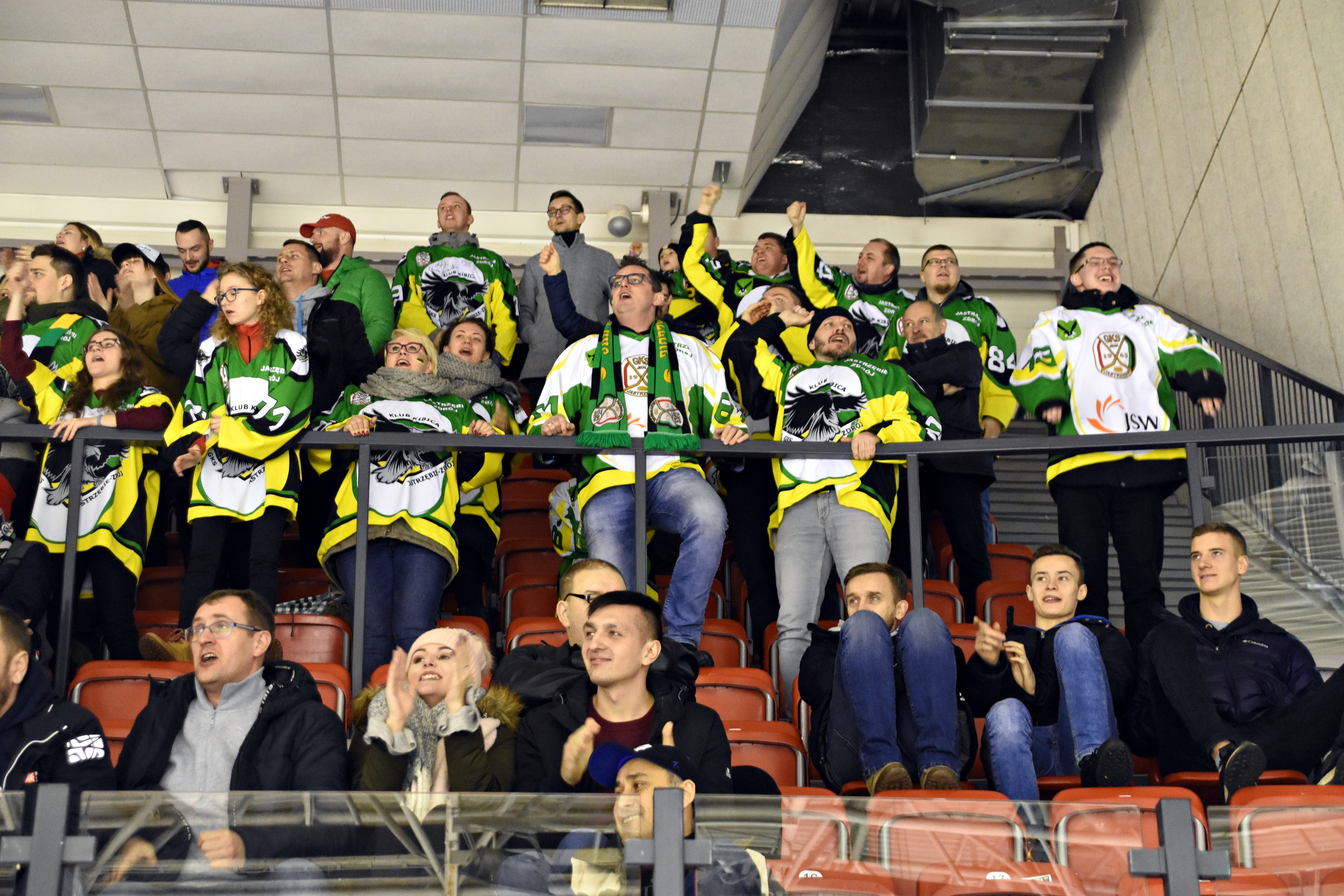
Zawodników JKH GKS Jastrzębie w trakcie meczu z GKS Katowice wspierała liczna grupa kibiców

Dziesięciominutową dogrywkę obydwie drużyny rozpoczęły w czteroosobowych składach. W drugiej minucie doliczonego czasu gry mocno z linii niebieskiej uderzył Martin Kasperlík, a jego strzał kolanem zablokował Oskar Krawczyk. Hokeista Katowic z pomocą kolegów z drużyny został zwieziony z lodu. W kolejnej akcji po podaniu zza bramki Wronki strzelał Martin Čakajík, ale nie zdołał pokonać Raszki. W odpowiedzi akcję bramkową przeprowadzili jastrzębianie, Grof ograł Urbanowicza, który stracił kij, ale nie podniósł krążka i trafił w parkan Lindskouga. Dwie minuty przed końcem dogrywki indywidualną akcję przeprowadził Urbanowicz, ale jego strzał z bekhendu obronił Raszka. Ostatnią dogodną sytuację stworzył Kasperlík, ale jego strzał obronił Raszka. Dogrywka nie przyniosła rozstrzygnięcia i o awansie zadecydowała seria rzutów karnych. Jako pierwsi wykonywali je katowiczanie, a konkretnie Jesse Rohtla, który nie zdołał pokonać Raszki. W drużynie JKH jako pierwszy najazd wykonał Peter Fabuš, który strzałem pod poprzeczkę pokonał Lindskouga. Kolejne najazdy wykonywali Patryk Wronka, Martin Kasperlík, Grzegorz Pasiut, Kamil Wałęga i Bartosz Fraszko, ale ich próby zakończyły się niepowodzeniem. Decydującą o awansie do finału bramkę zdobył Artiom Dubinin, który umieścił krążek tuż przy prawym słupku bramkarza.
| STATYSTYKI             |               |                    |
| Tauron KH GKS Katowice | 3:4 pk.       | JKH GKS Jastrzębie |
| 40                     | Strzały celne | 47                 |
| 12                     | Kary          | 10                 |
| 28                     | Wznowienia    | 27                 |

### Drugi półfinał

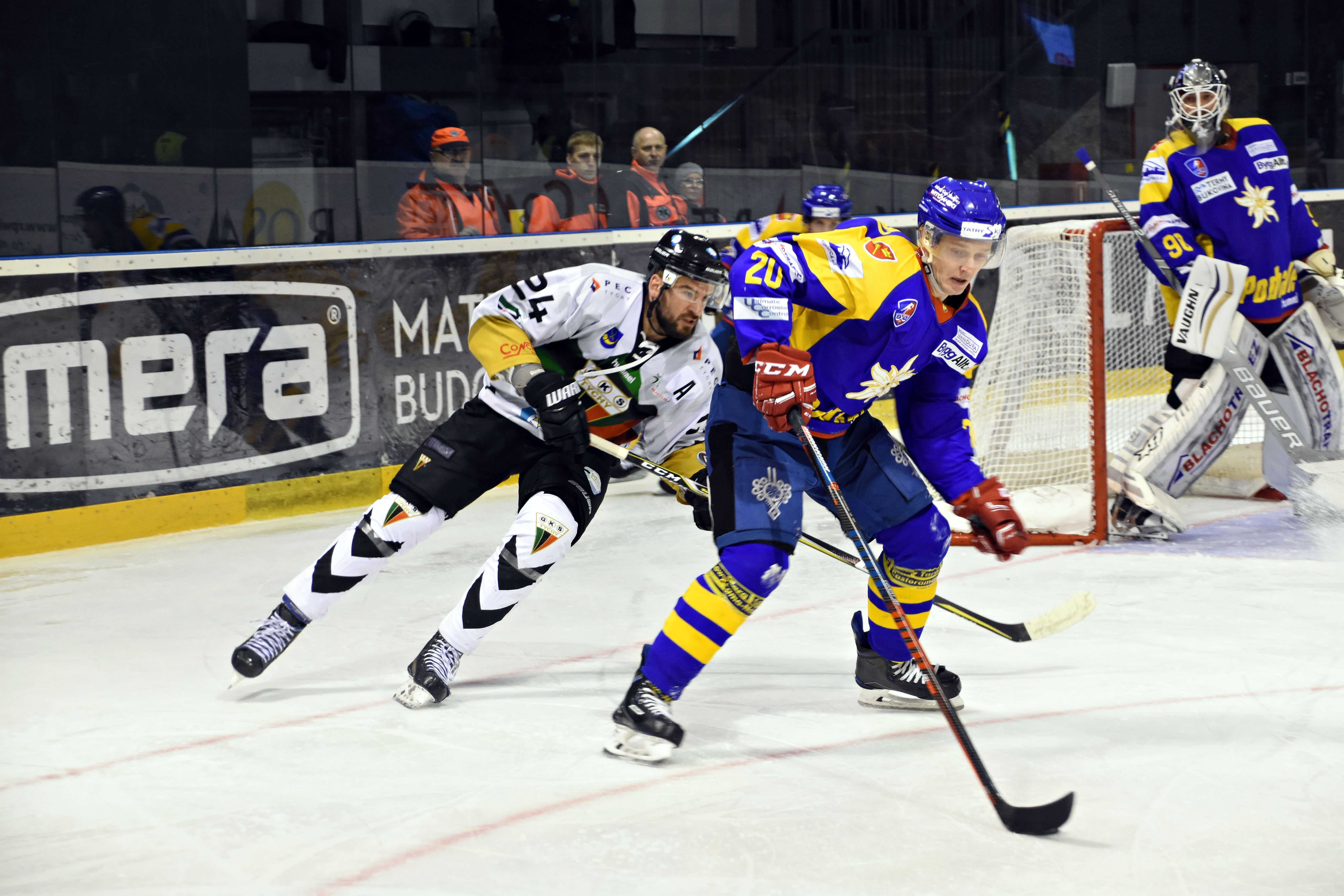
W drugim meczu półfinałowym Pucharu Polski w 2018 roku zmierzyły się drużyny GKS Tychy z TatrySki Podhalem Nowy Targ

W drugim spotkaniu półfinałowym zmierzyły się ze sobą GKS Tychy, druga drużyna w tabeli PHL z trzecią TatrySki Podhalem Nowy Targ. Faworytem spotkania byli tyszanie, którzy przed meczem mieli dziewięć punktów więcej od nowotarżan. Ponadto wygrali wszystkie trzy ligowe spotkania w tym sezonie 3:1, 4:1, 5:3. Obydwie drużyny przystępowały do meczu w swoich najmocniejszych składach. Po raz pierwszy obydwie drużyny w Pucharze Polski rywalizowały ze sobą w edycji z 2003 roku. Wówczas Wojas Podhale pokonał w ćwierćfinale GKS 4:2 i później zdobył to trofeum. Łącznie zespoły w tych rozgrywkach grały ze sobą siedmiokrotnie. Cztery mecze wygrali „Górale”, a trzy tyszanie. Ponadto kluby te dwukrotnie spotkały się w półfinale, gdzie zarówno w 2004, jak i 2015 roku wygrywali nowotarżanie. Najbardziej utytułowanym klubem w rozgrywkach Pucharu Polski jest zespół GKS-u Tychy, który ośmiokrotnie wygrywał to trofeum, podczas gdy Podhale zdobywało je dwa razy.
Mecz rozpoczął się o godz. 20:00, a prowadziła je dwójka sędziowska Paweł Breske i Paweł Meszyński. Lepiej to spotkanie rozpoczęli nowotarżanie, którzy w odstępie kilkudziesięciu sekund oddali cztery strzały na bramkę Murraya. W 3. minucie akcję rozpoczął Gleb Klimienko, wprowadził krążek do tercji Podhala, podał do Radosława Galanta, który uderzył mocno, ale wprost w Odrobnego. W 4. minucie indywidualną akcję przeprowadził Patryk Wajda, jednak za daleko wypuścił sobie krążek i Murray wybił go, jednak wprost pod kij Dziubińskiego. Napastnik Podhala natychmiast strzelił jednak wprost w bramkarza. Chwilę później dobrze krążek w tercji rywali rozegrali Michael Cichy i Alexander Szczechura. Ten drugi podjechał blisko bramki i strzelił wprost w łapaczkę Odrobnego. W kolejnej akcji dogodną okazję miał Jakub Witecki, który wykorzystał błąd obrońcy Podhala i znalazł się w sytuacji sam na sam z Odrobnym, jednak jego uderzenie obronił bramkarz Podhala. W 8. minucie Podhale objęło prowadzenie. Joonas Sammalmaa odebrał krążek Ciurze i zagrał do Kacpra Guzika, który wyłożył go Neupauerowi. Bartłomiej Neupauer natychmiast uderzył, ale Murray odbił krążek. Przejął go znów Neupauer, objechał bramkę i zza niej podał do nadjeżdżającego Guzika, który strzałem z bekhendu pod poprzeczkę dał prowadzenie Podhalu. Tyszanie mogli szybko wyrównać. Witecki wprowadził krążek do tercji Podhala i wyłożył go Jeziorskiemu. Młody napastnik GKS-u nie trafił jednak w światło bramki uderzając w boczną siatkę. Chwilę później został sfaulowany przy bandzie przez Roberta Mrugałę i tyszanie grali w przewadze. Po ustawieniu zamka hokejowego na bramkę mocno strzelił Klimienko, ale trafił Odrobnego w kask. Kolejne uderzenie Andrija Michnowa również nie było celne. W odpowiedzi na bramkę Murraya uderzał Krzysztof Zapała, ale bramkarz obronił to uderzenie. Za hakowanie Zapały na ławkę kar odesłany został Michael Kolarz i grające w przewadze Podhale było bliskie podwyższenia wyniku, jednak strzały Eetu Koskiego, Tolvanena i Michalskiego obronił Murray. W końcówce pierwszej tercji tyszanie grali z przewagą jednego zawodnika, jednak pomimo dobrej okazji Szczechury nie zmienił się wynik spotkania.

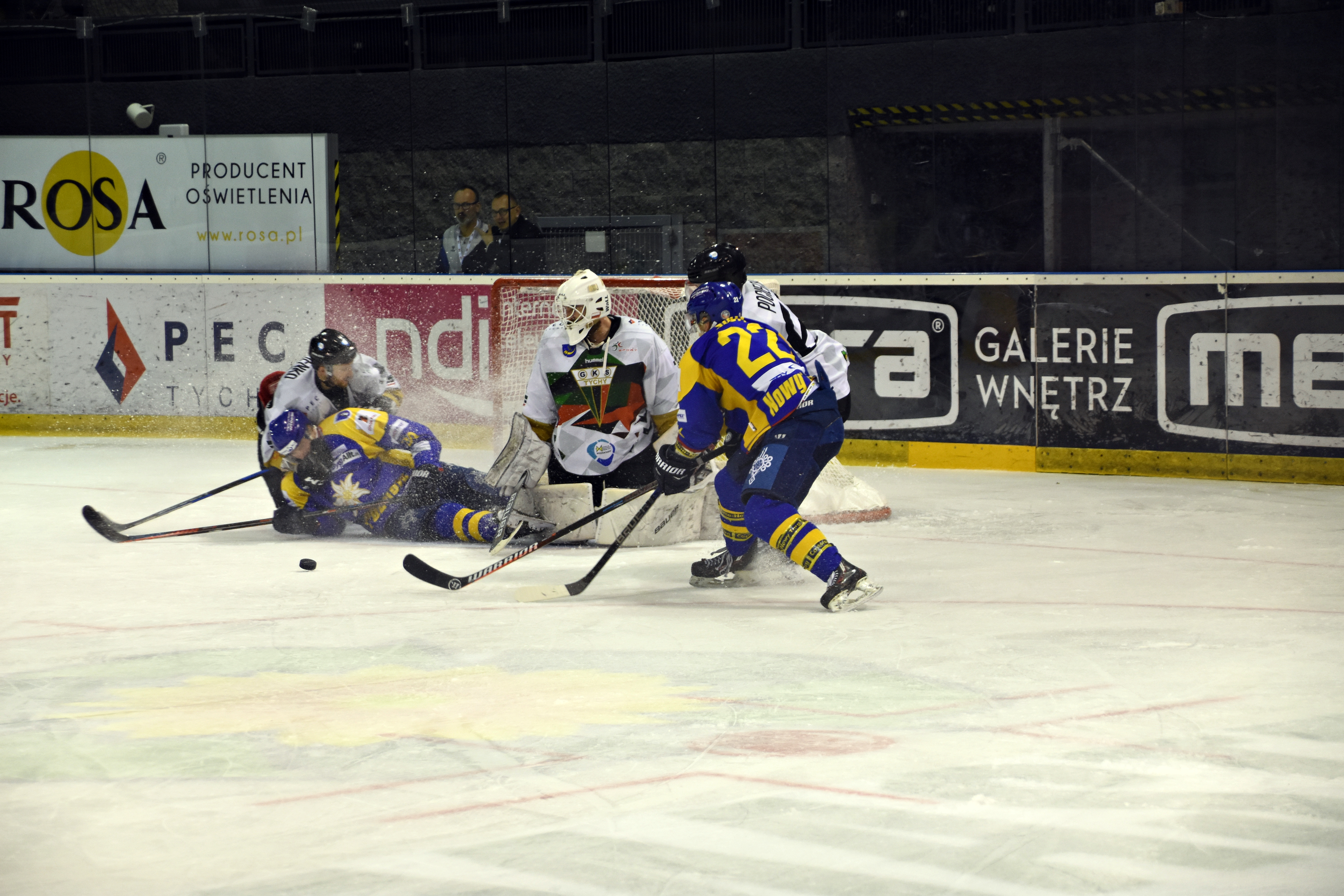
W meczu półfinałowym nie brakowało ostrych starć. W jednym z nich Gleb Klimienko powstrzymuje zawodnika Podhala Nowy Targ

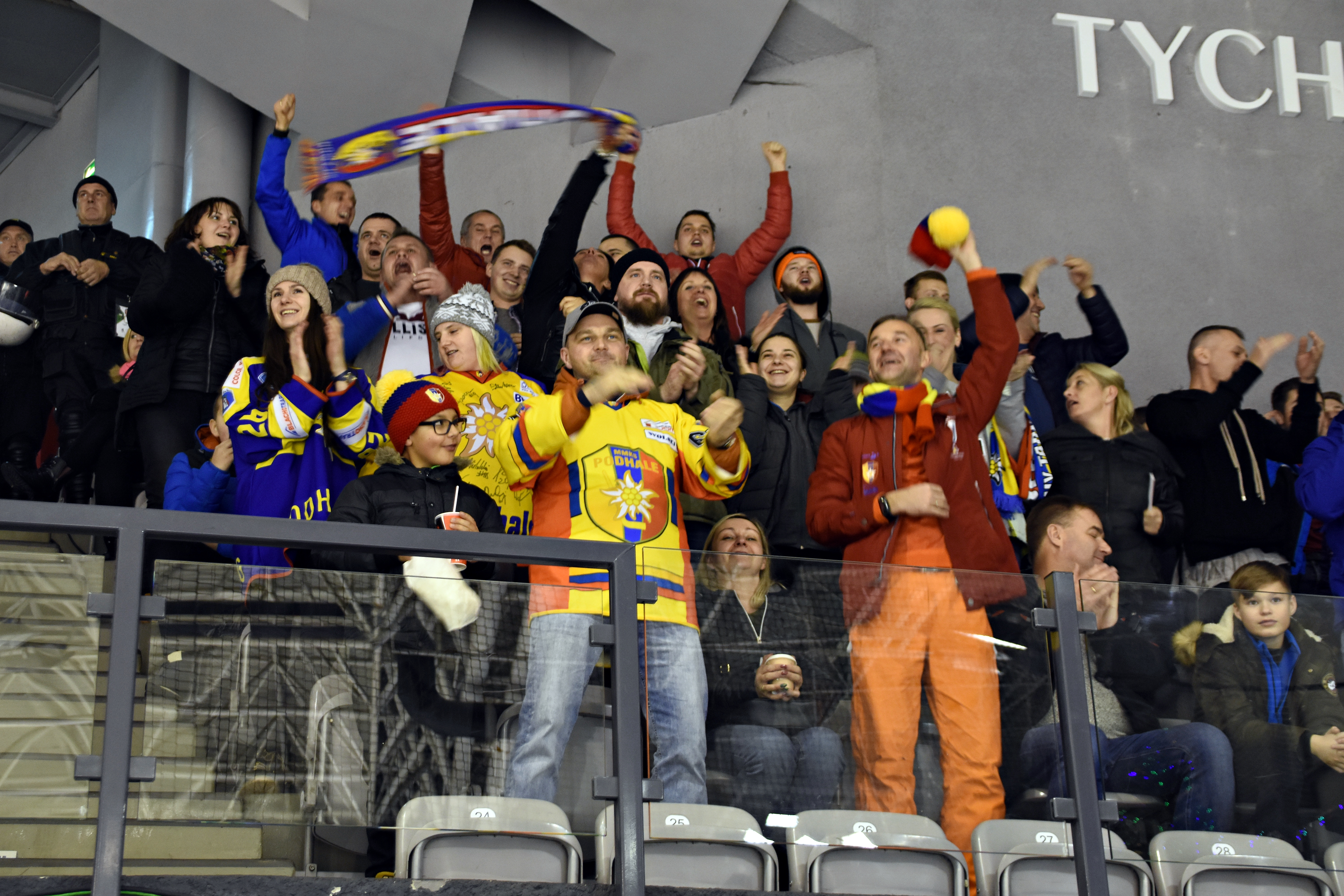
Kibice Podhala Nowy Targ podczas meczu półfinałowego z GKS Tychy

Druga część gry rozpoczęła się od ataku tyszan. Dobrą okazję stworzył Michnow, ale nie zdołał pokonać Odrobnego. W odpowiedzi Zapała uderzył w boczną siatkę. W 27. minucie dobrą okazję miał Jeziorski, ale trafił wprost w bramkarza. Minutę później z kontratakiem wyszedł młody napastnik Podhala Łukasz Siuty, ale będąc sam przed Murrayem nie zdołał zdobyć gola. W 29. minucie Joona Tolvanen za złamanie kija Ciurze został odesłany na ławkę kar. Grający w przewadze tyszanie stworzyli jedną stuprocentową sytuację, ale Szczechura będący sam przed bramkarzem nie zdołał go pokonać. To, co nie udało się zawodnikom GKS-u wykorzystało Podhale. Najpierw na ławkę kar za nadmierną ostrość w grze odesłany został tyski napastnik Adam Bagiński. Akcję przeprowadzili zawodnicy Podhala, którą zakończył niecelnym strzałem Sammalmaa. Krążek odbił się od bandy i trafił wprost do Zapały, który z bliska wbił go do bramki. Po straconym drugim golu tyszanie przejęli inicjatywę i konstruowali atak za atakiem, jednak Odrobny obronił wszystkie strzały. Najbliżej zdobycia bramki kontaktowej był Cichy, ale i jego uderzenie obronił bramkarz. Gdy wydawało się, że tyszanie zdobędą gola, z akcją ruszył napastnik Podhala Krystian Dziubiński. Przejął krążek przy bandzie wjechał do tercji rywali i strzałem z bekhendu nad parkanem zaskoczył Murraya. Po tej bramce tyscy zawodnicy zaczęli grać ostrzej, czego efektem był atak Gleba Klimienki, który łokciem uderzył Fina Sammalmaa. Przed końcem tercji starli się Oskar Jaśkiewicz i Bartłomiej Pociecha, czego efektem było odesłanie zawodników na ławkę kar. Druga część gry zakończyła się trzybramkowym prowadzaniem Podhala.

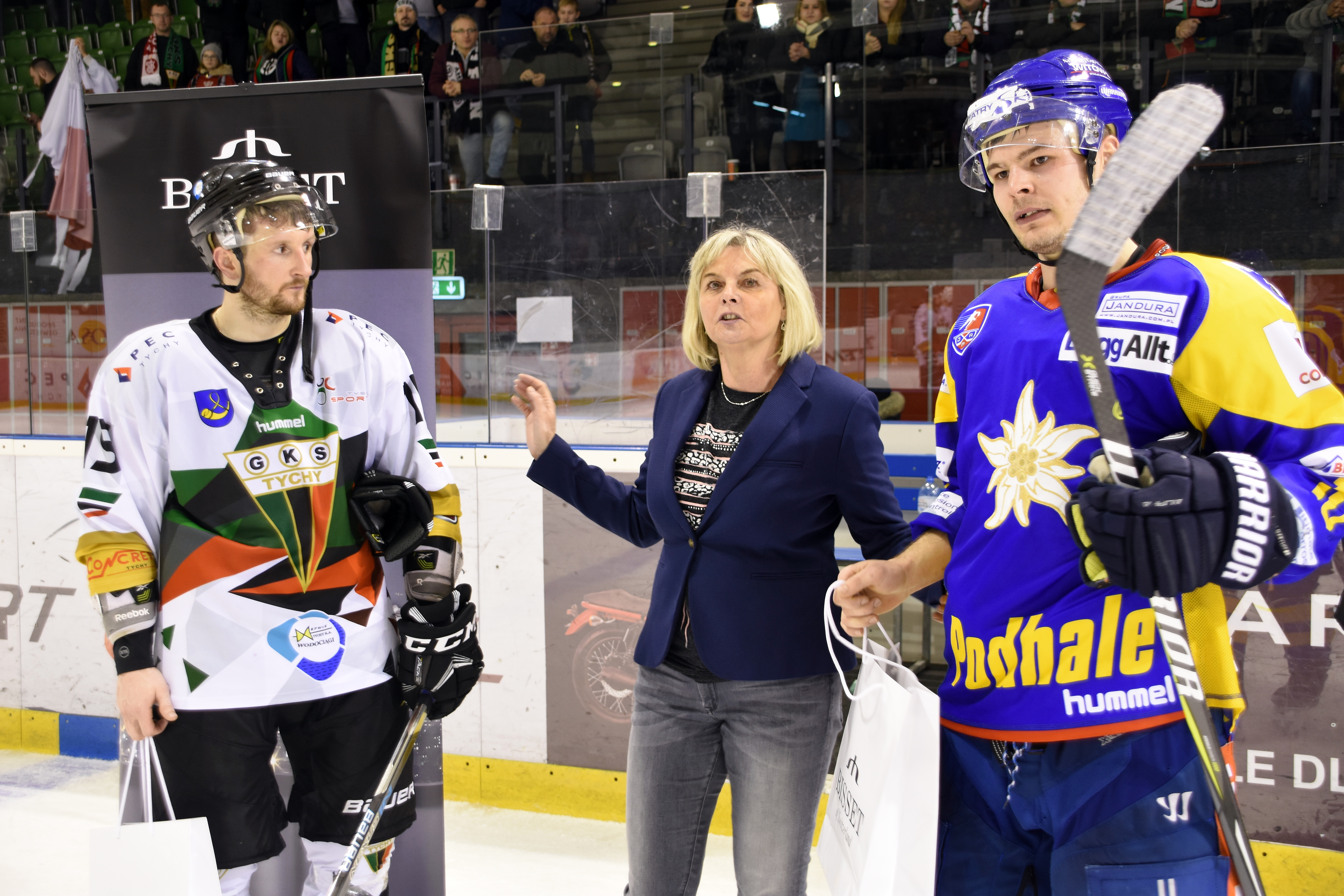
Po meczu Anna Wytrykowska (PZHL) wręczyła upominki najlepszym zawodnikom. Gleb Klimienko (GKS Tychy) i Kacper Guzik (Podhale)

Ostatnią część gry obydwa zespoły zaczęły w czteroosobowych składach, co wynikało z kar nałożonych jeszcze w poprzedniej tercji. Dwie minuty od rozpoczęcia gry w sytuacji bramkowej znalazł się obrońca tyszan Mateusz Bryk, jednak jego strzał z bliskiej odległości wyłapał Odrobny. Chwilę później z linii niebieskiej nieskutecznie uderzał Ciura, a jego strzał próbował dobijać Rzeszutko. Pod drugą bramką okazję po błędzie Kotlorza miał Guzik, ale strzelił niecelnie tuż obok prawego słupka Murraya. W 45. minucie na bramkę uderzał Cichy, ale jego strzał z problemami obronił Odrobny. Kilkadziesiąt sekund później tyszanie grali z przewagą jednego zawodnika. Na ławkę kar za trzymanie odesłany został Patryk Wajda. Zawodnicy GKS-u nie zdołali stworzyć jednak poważniejszego zagrożenia pod bramką rywali. Jedynie po indywidualnej akcji Klimienki szansę na bramkę miał Rzeszutko, jednak pomimo odkrytej bramki posłał krążek w parkan Odrobnego. Gdyby padła bramka sędziowie nie uznali by jej, ze względu na nieprawidłowe zagranie ręką Klimienki. W 50. minucie meczu tyszanie zamknęli rywali w ich tercji i dzięki temu stworzyli kilka dobrych okazji. Z linii niebieskiej uderzał Kolarz, chwilę później po nagraniu krążka ten sam zawodnik strzelał z okolic bulika, jednak to uderzenie zablokowali obrońcy Podhala. Krążek trafił do Klimienki, który objechał bramkę i strzelił wprost w parkan Odrobnego. Dobitkę Cichego również zatrzymał bramkarz „Szarotek”. W 52. minucie spotkania po błędzie Bagińskiego i stracie krążka we własnej tercji przed szansą stanął Krystian Dziubiński, ale trafił w słupek. Dobitkę Różańskiego obronił leżąc na lodzie Murray. Trzy minuty później kontratak przeprowadzili nowotarżanie. Zapała wywalczył krążek we własnej tercji i podał na środek tafli do niepilnowanego Łukasza Siutego. Młody napastnik wjechał do tercji tyszan i mając tylko jednego obrońcę zdecydował się na strzał z niewielkiej odległości, jednak trafił wprost w Murraya. W tej akcji na ławkę kar za spowodowanie upadku odesłany został obrońca GKS-u Bartosz Ciura i szanse tyszan na wywalczenie awansu do finału zmalały. Do końca spotkania wynik nie uległ zmianie i drużyna TatrySKi Podhale Nowy Targ awansowała po raz szósty w historii do finału.
| STATYSTYKI |               |                            |
| GKS Tychy  | 0:3           | TatrySki Podhale Nowy Targ |
| 31         | Strzały celne | 30                         |
| 16         | Kary          | 14                         |
|            | Wznowienia    |                            |

### Mecz finałowy

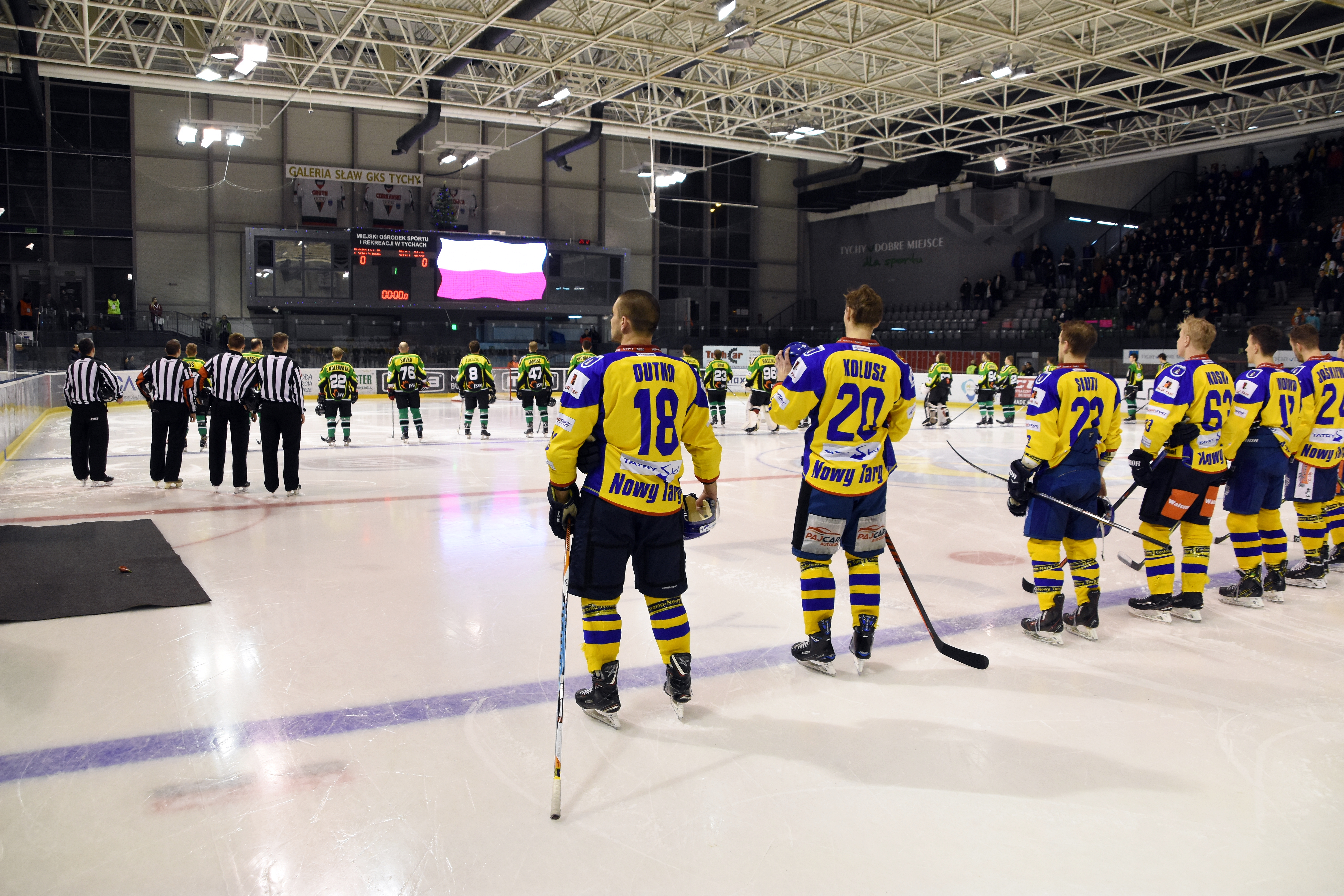
Przed rozpoczęciem meczu finałowego został odegrany hymn Polski

W finale zmierzyły się drużyny, które w meczach półfinałowych nie były uznawane za faworytów. Drużyna Podhala w finale rozgrywek o Puchar Polski wystąpiła po raz szósty, zaś JKH GKS zagrało w finale drugi raz. Zawody prowadzili sędziowie Michał Baca i Paweł Meszyński. Na trybunach Stadionu Zimowego w Tychach zasiadło 1500 kibiców. Przed meczem został odegrany hymn Polski. Spotkanie rozpoczęło się o godzinie 19:45. Pierwszą akcję stworzyli hokeiści JKH. Martin Kasperlík odjechał obrońcom i oddał strzał, ale obronił go Odrobny. W kolejnej akcji z nadgarstka uderzał Łukasz Nalewajka, ale ponownie obronił Odrobny. W 3. minucie zamieszanie pod bramką Podhala próbował wykorzystać Wałęga, jednak i tym razem Odrobny złapał krążek. W odpowiedzi akcję przeprowadził Neupauer, ale jego strzał obronił Raszka. W 5. minucie mocno strzelał Homer, ale strzał obrońcy jastrzębian obronił Odrobny. W 6. minucie kontratak wyprowadził Joonas Sammalmaa i zakończył go dobrym strzałem, jednak bramkarz rywali zdołał złapać krążek. W 8. minucie bliscy zdobycia gola byli jastrzębianie. Artiom Dubinin zagrał do Wróbla, młody napastnik JKH oddał strzał, ale Odrobny obronił parkanem. W 9. minucie akcja nowotarżan mogła zakończyć się golem. Eetu Koski podał do ustawionego tuż przed bramką Różańskiego, najstarszy na lodzie zawodnik natychmiast strzelił, ale Raszka z trudem obronił. Chwilę później okazję mieli zawodnicy znad czeskiej granicy. Po indywidualnej akcji strzelał Kasperlík, ale Odrobny ponownie obronił. Minutę później minimalnie nad poprzeczką uderzał Tomasz Kulas. W 12. minucie za grę wysokim kijem na ławkę kar został odesłany Dominik Paś i nowotarżanie przez dwie minuty grali z przewagą jednego zawodnika. W tym czasie dobrą akcję zakończył niecelnym strzałem Tolvanen. W kolejnej sytuacji Marcin Kolusz uwolnił się spod opieki obrońców i oddał strzał, ale minimalnie obok słupka. Na dwie minuty przed końcem tercji przed szansą na objęcie prowadzenia stanęli jastrzębianie, ale Odrobny wyszedł zwycięsko z zamieszania pod jego bramką, a kontrę Dziubińskiego obronił Raszka. Do końca tej części gry nie padły bramki i obie drużyny na przerwę schodziły przy wyniku 0:0.

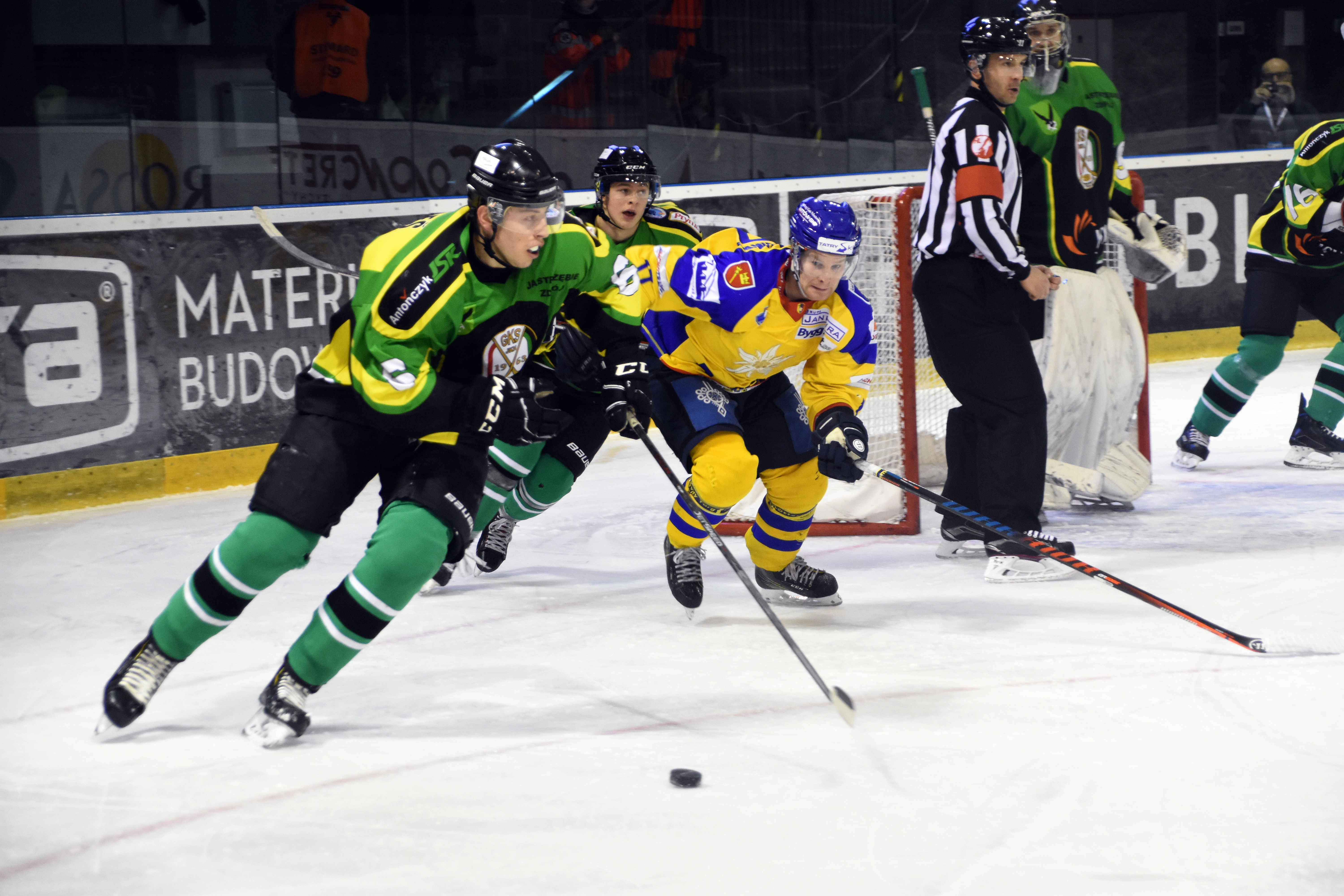
Przy krążku zawodnik JKH GKS Jastrzębie Jakub Kubeš

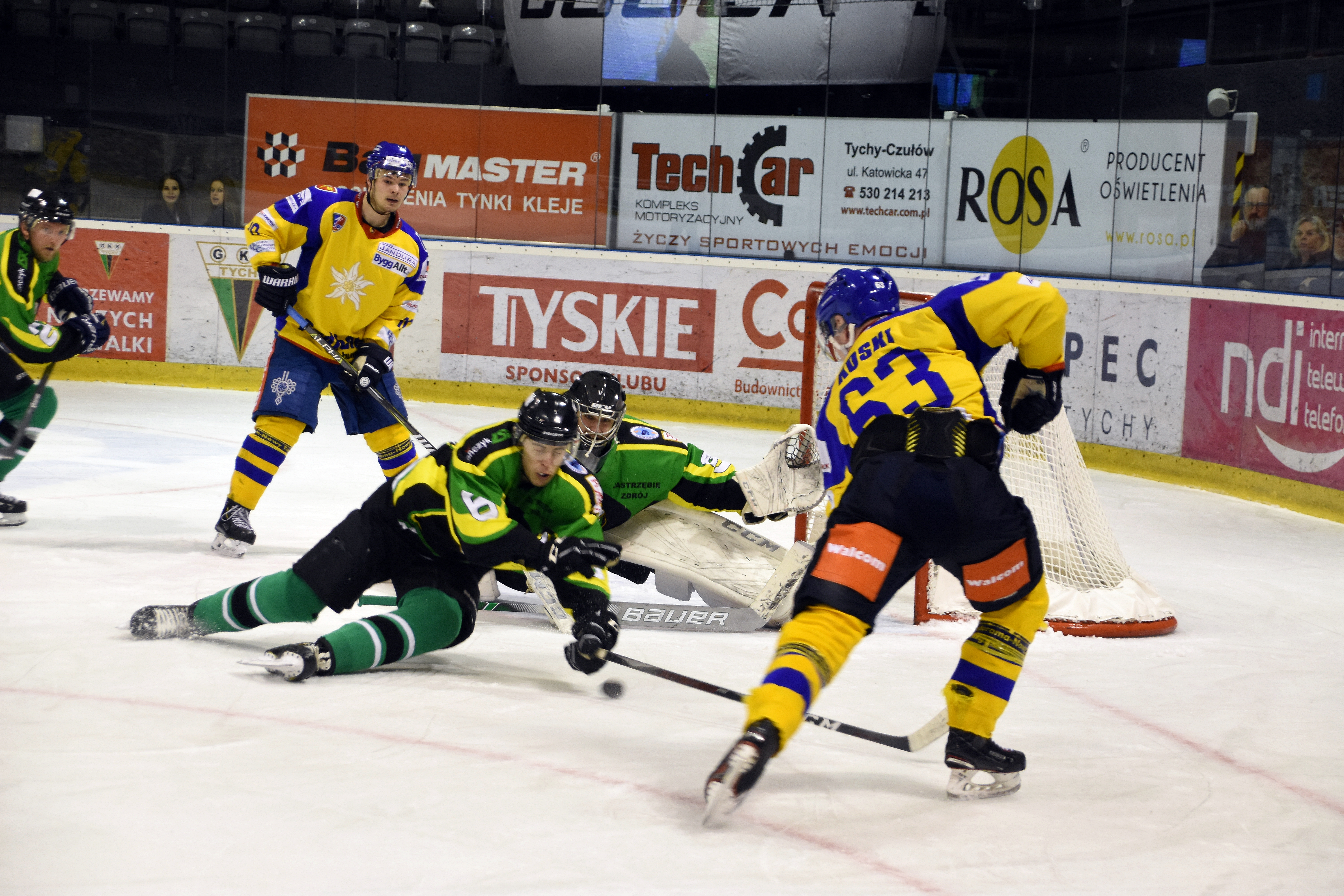
Pomimo wielu okazji strzeleckich zawodnicy Podhala nie zdobyli bramki w meczu finałowym. W ataku napastnik nowotarżan Eetu Koski

Drugą tercję bardzo dobrze zaczęli jastrzębianie, którzy po 25 sekundach gry zdobyli bramkę. Tomáš Komínek wprowadził krążek do tercji Podhala i zagrał wzdłuż linii niebieskiej do Petera Fabuša. Słowacki napastnik oddał mocny strzał, ale parkanem przed siebie obronił Odrobny. Krążek jednak trafił wprost do Komínka, który dobił go do osłoniętej bramki. W 23. minucie strzałem po lodzie Raszkę próbował zaskoczyć Eetu Moksunen, ale bramkarz obronił to uderzenie. W 28. minucie dobrze po strzale Martina Kasperlíka interweniował Przemysław Odrobny. Minutę później bliski zdobycia gola był Mateusz Michalski, po którego strzale krążek zmierzał w okienko bramki, jednak dobrze interweniował Raszka. W 30. minucie spotkania Kacper Guzik mocno zaatakował Jarosza, który po dłuższej chwili zjechał do boksu. Napastnik nowotarżan został odesłany na ławkę kar. Obie drużyny grały w czteroosobowych składach, bo wcześniej za zahaczanie ukarany został obrońca JKH Jan Homer. Po wygranym buliku na bramkę uderzył Jakub Michałowski, a tor lotu krążka zmienił Kamil Wałęga w taki sposób, że wpadł on w okienko bramki Podhala. Po objęciu prowadzenia hokeiści z Jastrzębia-Zdroju nadal przeważali w tej części gry. Dobrą dwójkową akcję przeprowadzili Komínek z Kasperlíkiem. Ten pierwszy podał wzdłuż bramki, ale Kasperlík nie zdołał przejąć krążka. W 34. minucie obrońcy Podhala popełnili błąd i stracili krążek przy bandzie. Przejął go Wróbel i znalazł się sam przed Odrobnym. Bramkarz  „Szarotek” powstrzymał napastnika wybijając krążek kijem, ale wprost pod nadjeżdżającego Artioma Dubinina, który strzałem z bekhendu pod poprzeczkę zdobył trzeciego gola. Końcówka tercji należała do hokeistów Podhala. Dwukrotnie na bramkę Raszki strzelał Koski, ale za pierwszym razem zablokował go Jakub Kubeš, a następnie Raszka obronił parkanem. Ostatnią akcję przeprowadził Bartłomiej Neupauer, ale jego uderzenie było minimalnie niecelne.

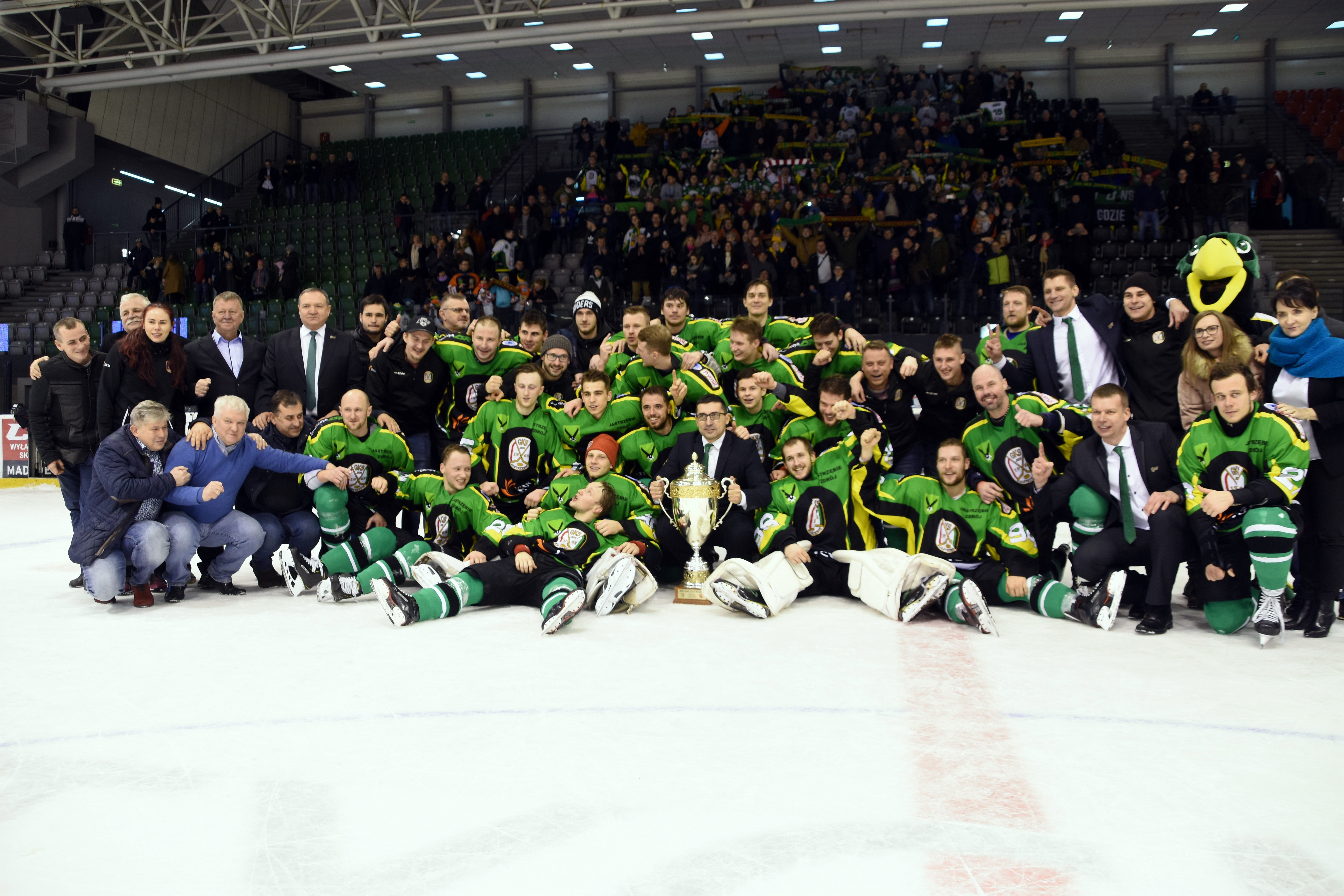
Drużyna JKH GKS Jastrzębie zdobywca Pucharu Polski w 2018 roku

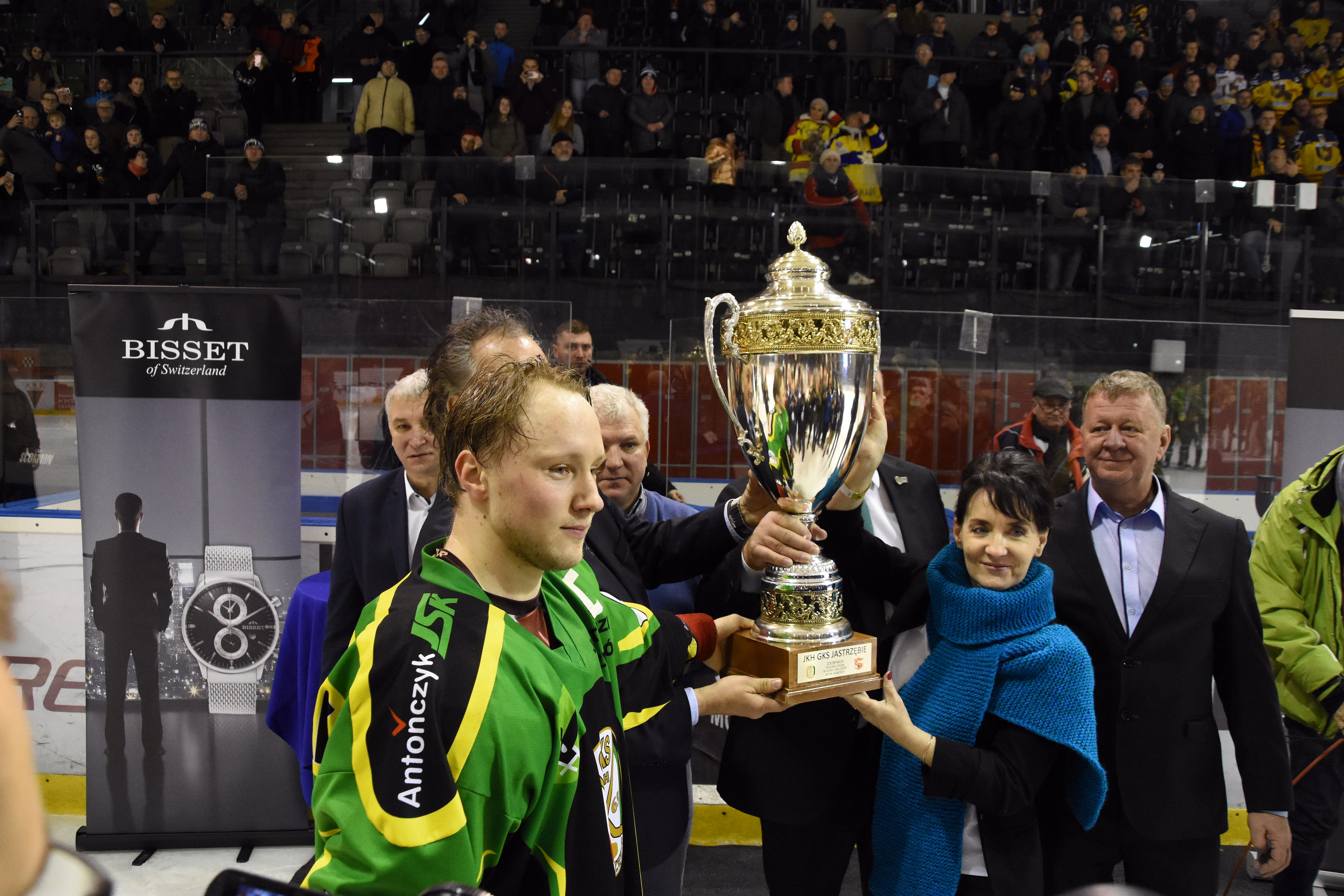
Kapitan JKH GKS Jastrzębie Radosław Nalewajka odbiera trofeum za zdobycie Pucharu Polski

Ostatnią tercję zespół Podhala zaczynał z trzema bramkami straty i musiał gonić wynik. Jednak to rywale stworzyli pierwsi groźną sytuację. Na bramkę strzelił Radosław Nalewajka, a krążek końcówką kija odbił Odrobny. Kilka minut później bardzo dobrą okazję miał Vladimir Lukáčik, ale jego trudny do obrony strzał zatrzymał Odrobny. W odpowiedzi mocny strzał z linii niebieskiej oddał Patryk Wajda, ale obronił Raszka. W 47. minucie za zahaczanie na ławkę kar został odesłany Jakub Kubeš. Postanowił wykorzystać to trener Podhala Tomasz Valtonen i zdjął bramkarza. Nowotarżanie po tych zmianach grali 6 na 4. Pomimo przewagi nie zdołali zdobyć bramki. Najbliżej tego byli po strzale Tolvanena, po którym w dużym zamieszaniu żaden z napastników Podhala nie zdołał pokonać Raszki. W 49. minucie Kasperlík zdobył czwartego gola dla Jastrzębia. Sędziowie jednak nie uznali go, bo wcześniej bramkarz nowotarżan przesunął bramkę. Za to został ukarany karą 2 minut. Jastrzębie mając korzystny wynik nie forsowało tempa, a Podhale nie potrafiło pokonać dobrej defensywy JKH. W 54. minucie Valtonen ponownie zdjął bramkarza i Podhale grało z przewagą jednego zawodnika. Mogło się to zakończyć stratą bramki, ale krążek wystrzelony przez defensywę JKH trafił w słupek. Podhale nadal grało bez bramkarza, ale kolejne ataki nie dawały rezultatu. W 55. minucie strzelał Sammalmaa, ale trafił w jednego z obrońców. Chwilę później uderzał Zapała, ale odbił Raszka. Mocne uderzenie Tolvanena, zbił jeden z napastników Podhala stojących przed Raszką, ale krążek przeleciał nad poprzeczką. W 58. minucie zawodnicy JKH zdobyli czwartego gola. Sammalmaa wprowadzając krążek do tercji rywali stracił go przy bandzie. Przejął go Jan Homer i zagrał lobem na środek lodowiska. Tam walkę o niego wygrał Łukasz Nalewajka i strzelił do pustej bramki. Zdobycie czwartego gola ostatecznie przypieczętowało zwycięstwo JKH GKS Jastrzębie, którzy zdobyli drugi Puchar Polski w historii klubu.
| STATYSTYKI                 |               |                    |
| TatrySKi Podhale Nowy Targ | 0:4           | JKH GKS Jastrzębie |
| 27                         | Strzały celne | 26                 |
| 8                          | Kary          | 8                  |
|                            | Wznowienia    |                    |

Powiedzieli po meczu:
Tomasz Valtonen, trener Podhala Nowy Targ: - Gratuluję Jastrzębiu bardzo dobrego meczu i wywalczonego Pucharu. Byli dzisiaj bardzo dobrze zorganizowaną drużyną. Grali naprawdę bardzo dobrze, a my nie mieliśmy dzisiaj żadnych argumentów. Taki jest sport. Mimo wszystko uważam, że cały czas idziemy do przodu.
Róbert Kaláber, trener JKH GKS Jastrzębie: - Dziękuję za gratulacje. Zagraliśmy inaczej niż przeciwko Tauronowi KH GKS-owi Katowice i to przyniosło efekt.  Pierwsza bramka, którą zdobyliśy, nas uspokoiła. Potem byliśmy konsekwentni i z każdą minutą nasza wiara w to, że możemy wygrać ten mecz rosła. Bardzo dziękuję każdemu ze swoich zawodników.

### Frekwencja
Frekwencja podczas meczów Pucharu Polski w Tychach była wysoka, jednak żadne z trzech spotkań nie zgromadziło kompletu publiczności. Najwięcej kibiców oglądało spotkanie półfinałowe pomiędzy GKS Tychy a TatrySki Podhalem Nowy Targ. W hali o pojemności 2753 miejsc siedzących zasiadło 2500 kibiców. Najniższą frekwencję zanotowano podczas meczu półfinałowego między Tauronem GKS Katowice a JKH GKS Jastrzębie. Na tym spotkaniu obecnych było 600 kibiców. Mecz finałowy TatrySki Podhale Nowy Targ z JKH GKS Jastrzębie z trybun oglądało 1500 kibiców.

### Nagrody i wyróżnienia

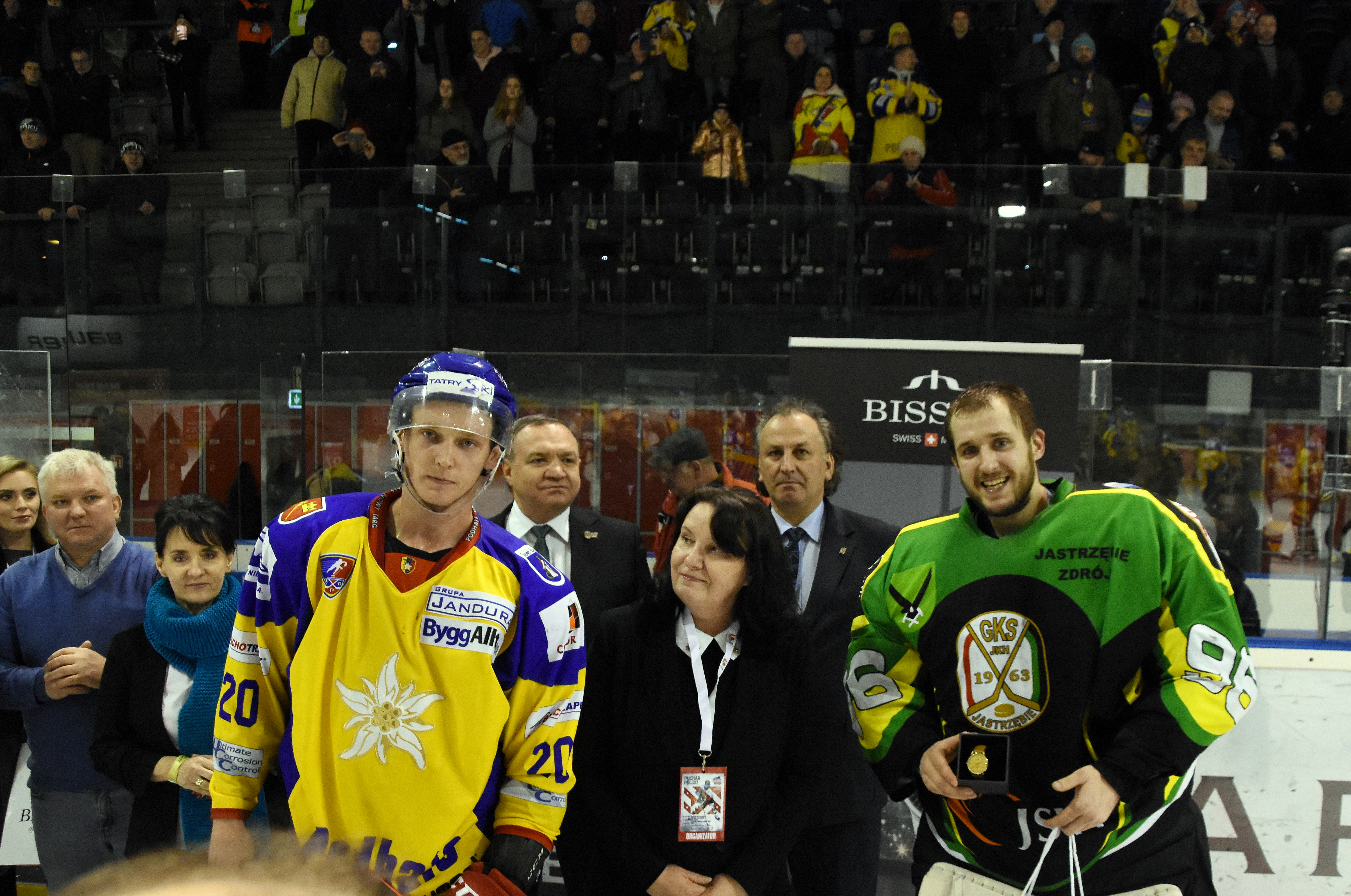
Najlepsi zawodnicy meczu finałowego: Marcin Kolusz z Podhala Nowy Targ oraz Ondřej Raszka z JKH GKS Jastrzębie

Główną nagrodą za wygranie turnieju finałowego było trofeum Puchar Polski. Organizatorzy nie przyznali nagrody finansowej dla zwycięzcy choć przewidywał to regulamin rozgrywek. Po każdym meczu trenerzy wybierali jednego najlepszego zawodnika w swojej drużynie, który był nagradzany. Nagrody indywidualne w postaci zegarków ufundowała firma Bisset. W pierwszym spotkaniu półfinałowym wyróżnieni zostali Kevin Lindskoug z GKS-u Katowice oraz Kamil Wałęga z JKH GKS Jastrzębie. W drugim meczu nagrody otrzymali Gleb Klimienko z GKS-u Tychy i Kacper Guzik z Podhala Nowy Targ. Po meczu finałowym trenerzy wybrali najlepszymi graczami: Marcina Kolusza z Podhala oraz Ondřeja Raszki z JKH GKS-u Jastrzębie.

## Wyniki

### Półfinały
| 27 grudnia 2018 | Tauron GKS Katowice | 3:4 pk. | JKH GKS Jastrzębie | Stadion Zimowy w Tychach, Tychy |

| Szczegóły      | Szczegóły | Szczegóły                 | Szczegóły | Szczegóły                                                                                             |
| -------------- | --- | ------------------------- | --- | --- |
| Godzina: 16:30 | (G. Pasiut – M. Strzyżowski) J. Laakkonen (PP) 12:06 (M. Łopuski – M. Čakajík) P. Wronka (EQ) 18:22 (J. Rohtla) M. Čakajík (SH) 32:56 | (2:0, 1:1, 0:2, 0:0, 0:2) | 34:25 (PP2) T. Komínek (P. Fabuš – T. Kulas) 52:20 (EQ) T. Komínek (V. Lukáčik – P. Fabuš) 57:45 (EQ) V. Lukáčik (J. Homer – T. Komínek) 65:00 (SO) A. Dubinin | Widzów: 600 Sędzia główny: Michał Baca Przemysław Kępa Sędziowie liniowi: Mateusz Bucki Paweł Kosidło |
| Godzina: 16:30 | 12 min. kar |                           | 10 min. kar | Widzów: 600 Sędzia główny: Michał Baca Przemysław Kępa Sędziowie liniowi: Mateusz Bucki Paweł Kosidło |
| Godzina: 16:30 | Skład: Bramkarz 35. K. Lindskoug 47. M. Kieler (nie grał) I piątka 56. N. Tuhkanen (2), 5. J. Wanacki 95. P. Wronka, 11. J. Rohtla (2), 28. M. Łopuski II piątka 24. M. Čakajík, 19. D. Devečka 62. J. Laakkonen, 18. G. Pasiut (4), 80. M. Strzyżowski (2) III piątka 15. D. Tomasik, 4. O. Krawczyk 93. M. Urbanowicz, 26. F. Starzyński (2), 17. B. Fraszko IV piątka 2. T. Skokan 92. M. Rybak, 13. R. Sawicki, 8. P. Krężołek Trener: Piotr Sarnik |                           | Skład: Bramkarz 96. O. Raszka 90. O. Prokop (nie grał) I piątka 92. J. Homer, 8. V. Lukáčik (2) 21. K. Wałęga, 25. P. Fabuš (2), 14. D. Paś (2) II piątka 23. J. Grof, 5. J. Michałowski 41. T. Komínek, 10. T. Kulas, 27. M. Kasperlik III piątka 13. K. Kantor (4), 76. M. Sulka 20. Ł. Nalewajka, 18. A. Dubinin, 22. R. Nalewajka IV piątka 6. J. Kubeš, 94. J. Gimiński 15. K. Wróbel, 14. D. Jarosz, 77. J. Sołtys Trener: Róbert Kaláber | Widzów: 600 Sędzia główny: Michał Baca Przemysław Kępa Sędziowie liniowi: Mateusz Bucki Paweł Kosidło |

| 27 grudnia 2018 | GKS Tychy | 0:3 | KH TatrySki Podhale Nowy Targ | Stadion Zimowy w Tychach, Tychy |

| Szczegóły      | Szczegóły | Szczegóły       | Szczegóły | Szczegóły |
| -------------- | --- | --------------- | --- | --- |
| Godzina: 20:00 | | (0:1, 0:2, 0:0) | 07:42 (EQ) K. Guzik (B. Neupauer – J. Sammalmaa) 30:40 (PP) K. Zapała (J. Sammalmaa – E. Koski) 36:39 (EQ) K. Dziubiński (J. Różański) | Widzów: 2500 Sędzia główny: Paweł Breske Paweł Meszyński Sędziowie liniowi: Wojciech Moszczyński Sławomir Szachniewicz |
| Godzina: 20:00 | 16 min. kar |                 | 14 min. kar | Widzów: 2500 Sędzia główny: Paweł Breske Paweł Meszyński Sędziowie liniowi: Wojciech Moszczyński Sławomir Szachniewicz |
| Godzina: 20:00 | Skład: Bramkarz 31. J. Murray 18. K. Lewartowski (nie grał) I piątka 67. B. Pociecha (2), 6. B. Ciura (2) 74. T. Sýkora, 5. F. Komorski, 28. A. Michnow II piątka 69. M. Bryk, 17. K. Górny 11. M. Gościński, 13. J. Rzeszutko, 3. A. Bagiński (4) III piątka 87. M. Kotlorz (2), 29. A. Jeronau 15. G. Klimienko (2), 78. M. Cichy (2), 8. A. Szczechura IV piątka 33. M. Kolarz (2) 68. P. Kogut, 91. B. Jeziorski, 24. R. Galant, 66. J. Witecki Trener: Andrej Husau |                 | Skład: Bramkarz 90. P. Odrobny 25. B. Kapica (nie grał) I piątka 8. P. Wajda (2), 47. J. Tolvanen (2) 7. J. Różański, 61. K. Dziubiński, 63. E. Koski II piątka 24. O. Jaśkiewicz (4), 20. M. Kolusz 17. J. Sammalmaa (2), 9. B. Neupauer, 10. K. Guzik III piątka 62. M. Hovinen, 21. E. Moksunen 22. Ł. Siuty, 19. K. Zapała (2), 88. M. Michalski IV piątka 77. R. Mrugała (2), 18. R. Dutka 12. J. Worwa, 16. D. Kapica, 97. A. Słowakiewicz Trener: Tomasz Valtonen | Widzów: 2500 Sędzia główny: Paweł Breske Paweł Meszyński Sędziowie liniowi: Wojciech Moszczyński Sławomir Szachniewicz |

### Finał
| 28 grudnia 2018 | KH TatrySki Podhale Nowy Targ | 0:4 | JKH GKS Jastrzębie | Stadion Zimowy w Tychach, Tychy |

| Szczegóły      | Szczegóły | Szczegóły       | Szczegóły | Szczegóły                                                                                              |
| -------------- | --- | --------------- | --- | --- |
| Godzina: 19:45 | | (0:0, 0:3, 0:1) | 20:25 (EQ) T. Komínek (P. Fabuš – V. Lukáčik) 29:29 (EQ) K. Wałęga (J. Michałowski – J. Grof) 33:09 (EQ) A. Dubinin (K. Wróbel – R. Nalewajka) 57:40 (EN) Ł. Nalewajka (J. Homer) | Widzów: 1500 Sędzia główny: Michał Baca Paweł Meszyński Sędziowie liniowi: Mateusz Bucki Paweł Kosidło |
| Godzina: 19:45 | 8 min. kar |                 | 8 min. kar | Widzów: 1500 Sędzia główny: Michał Baca Paweł Meszyński Sędziowie liniowi: Mateusz Bucki Paweł Kosidło |
| Godzina: 19:45 | Skład: Bramkarz 90. P. Odrobny (2) 25. B. Kapica (nie grał) I piątka 8. P. Wajda, 47. J. Tolvanen 7. J. Różański, 61. K. Dziubiński, 63. E. Koski II piątka 24. O. Jaśkiewicz (4), 20. M. Kolusz 17. J. Sammalmaa, 9. B. Neupauer, 10. K. Guzik (2) III piątka 62. M. Hovinen, 21. E. Moksunen (4) 22. Ł. Siuty, 19. K. Zapała, 88. M. Michalski IV piątka 77. R. Mrugała, 18. R. Dutka 12. J. Worwa, 16. D. Kapica, 97. A. Słowakiewicz Trener: Tomasz Valtonen |                 | Skład: Bramkarz 96. O. Raszka 90. O. Prokop (nie grał) I piątka 92. J. Homer (2), 8. V. Lukáčik 41. T. Komínek, 25. P. Fabuš, 27. M. Kasperlik (2) II piątka 23. J. Grof, 5. J. Michałowski 15. K. Wróbel, 18. A. Dubinin, 22. R. Nalewajka III piątka 13. K. Kantor, 94. J. Gimiński 14. D. Jarosz, 10. T. Kulas, 20. Ł. Nalewajka IV piątka 76. M. Sulka, 6. J. Kubeš (2) 21. K. Wałęga, 77. J. Sołtys, 14. D. Paś (2) Trener: Róbert Kaláber | Widzów: 1500 Sędzia główny: Michał Baca Paweł Meszyński Sędziowie liniowi: Mateusz Bucki Paweł Kosidło |

## Statystyki
W edycji z 2018 roku udział wzięły cztery kluby, które rozegrały trzy spotkania, dwa półfinałowe i finał. Hokeiści trzech zespołów w regulaminowym czasie gry zdobyli łącznie 13 bramek. Jedynie zawodnicy GKS-u Tychy nie punktowali w przegranym 0:3 meczu półfinałowym z Podhalem Nowy Targ. Wszystkie klasyfikacje indywidualne wygrali zawodnicy JKH GKS-u Jastrzębie. Najskuteczniejszym zawodnikiem w turnieju z trzema trafieniami był czeski napastnik Tomáš Komínek. Był on ponadto jedynym hokeistą, który zdobył więcej niż jedną bramkę. W turnieju dziesięciu zawodników zdobyło po jednym golu, z czego czterech z drużyny JKH. Najlepiej asystującym zawodnikiem w rozgrywkach Pucharu Polski był słowacki napastnik Peter Fabuš, który zanotował trzy kluczowe podania. W całym turnieju przynajmniej jeden punkt za asystę otrzymało 16 graczy. Najwięcej z drużyny triumfatora JKH GKS-u 9 hokeistów. Klasyfikację kanadyjską wygrał najlepszy strzelec turnieju Tomáš Komínek, który do trzech goli dołożył punkt za asystę. W zestawieniu najlepiej punktujących obrońców zwyciężył Vladimír Lukáčik z 3 punktami za gola i 2 asysty. Inny słowacki defensor Jan Homer triumfował w istotnej dla obrońców klasyfikacji +/-, gdzie uzyskał notę +4. Bramkarz JKH Ondřej Raszka zakończył turniej z najlepszą skutecznością obron wynoszącą 95,5%.
| Lp. | Zawodnik             | Narodowość        | Klub                          | Mecze | Punkty | Bramki | Asysty | Minuty kar | +/- |
| --- | -------------------- | ----------------- | ----------------------------- | ----- | ------ | ------ | ------ | ---------- | --- |
| 1.  | Tomáš Komínek        | Czechy            | JKH GKS Jastrzębie            | 2     | 4      | 3      | 1      | 0          | +2  |
| 2.  | Peter Fabuš          | Słowacja          | JKH GKS Jastrzębie            | 2     | 4      | 1      | 3      | 2          | +3  |
| 3.  | Vladimír Lukáčik     | Słowacja          | JKH GKS Jastrzębie            | 2     | 3      | 1      | 2      | 2          | +3  |
| 4.  | Jan Homer            | Słowacja          | JKH GKS Jastrzębie            | 2     | 2      | 0      | 2      | 2          | +4  |
| 5.  | Martin Čakajík       | Słowacja          | Tauron KH GKS Katowice        | 1     | 2      | 1      | 1      | 0          | 0   |
| 6.  | Joonas Sammalmaa     | Finlandia         | KH TatrySki Podhale Nowy Targ | 2     | 2      | 0      | 2      | 2          | -1  |
| 7.  | Kamil Wałęga         | Polska            | JKH GKS Jastrzębie            | 2     | 1      | 1      | 0      | 0          | +1  |
| 8.  | Artiom Dubinin       | Rosja             | JKH GKS Jastrzębie            | 2     | 1      | 1      | 0      | 0          | 0   |
| 9.  | Łukasz Nalewajka     | Polska            | JKH GKS Jastrzębie            | 2     | 1      | 1      | 0      | 0          | 0   |
| 10. | Janne Laakkonen      | Finlandia         | Tauron KH GKS Katowice        | 1     | 1      | 1      | 0      | 0          | 0   |
| 11. | Patryk Wronka        | Polska            | Tauron KH GKS Katowice        | 1     | 1      | 1      | 0      | 0          | 0   |
| 12. | Kacper Guzik         | Polska            | KH TatrySki Podhale Nowy Targ | 2     | 1      | 1      | 0      | 2          | -1  |
| 13. | Krzysztof Zapała     | Polska            | KH TatrySki Podhale Nowy Targ | 2     | 1      | 1      | 0      | 2          | +1  |
| 14. | Krystian Dziubiński  | Polska            | KH TatrySki Podhale Nowy Targ | 2     | 1      | 1      | 0      | 0          | +1  |
| 15. | Kamil Wróbel         | Polska            | JKH GKS Jastrzębie            | 2     | 1      | 0      | 1      | 0          | +2  |
| 16. | Jakub Michałowski    | Polska            | JKH GKS Jastrzębie            | 2     | 1      | 0      | 1      | 0          | +2  |
| 16. | Jakub Grof           | Czechy            | JKH GKS Jastrzębie            | 2     | 1      | 0      | 1      | 0          | +1  |
| 17. | Tomasz Kulas         | Polska            | JKH GKS Jastrzębie            | 2     | 1      | 0      | 1      | 0          | 0   |
| 18. | Radosław Nalewajka   | Polska            | JKH GKS Jastrzębie            | 2     | 1      | 0      | 1      | 0          | 0   |
| 19. | Grzegorz Pasiut      | Polska            | Tauron KH GKS Katowice        | 1     | 1      | 0      | 1      | 4          | 0   |
| 20. | Marek Strzyżowski    | Polska            | Tauron KH GKS Katowice        | 1     | 1      | 0      | 1      | 2          | +1  |
| 21. | Mikołaj Łopuski      | Polska            | Tauron KH GKS Katowice        | 1     | 1      | 0      | 1      | 0          | 0   |
| 22. | Jesse Rohtla         | Finlandia         | Tauron KH GKS Katowice        | 1     | 1      | 0      | 1      | 2          | +1  |
| 23. | Bartłomiej Neupauer  | Polska            | KH TatrySki Podhale Nowy Targ | 1     | 1      | 0      | 1      | 0          | -1  |
| 24. | Eetu Koski           | Finlandia         | KH TatrySki Podhale Nowy Targ | 1     | 1      | 0      | 1      | 0          | 0   |
| 25. | Jarosław Różański    | Polska            | KH TatrySki Podhale Nowy Targ | 1     | 1      | 0      | 1      | 0          | 0   |
| 26. | Martin Kasperlík     | Czechy            | JKH GKS Jastrzębie            | 2     | 0      | 0      | 0      | 2          | +2  |
| 27. | Oskar Jaśkiewicz     | Polska            | KH TatrySki Podhale Nowy Targ | 2     | 0      | 0      | 0      | 4          | +1  |
| 28. | Dominik Paś          | Polska            | JKH GKS Jastrzębie            | 2     | 0      | 0      | 0      | 4          | +1  |
| 29. | Damian Tomasik       | Polska            | Tauron KH GKS Katowice        | 1     | 0      | 0      | 0      | 0          | +1  |
| 30. | Mateusz Bryk         | Polska            | GKS Tychy                     | 1     | 0      | 0      | 0      | 0          | 0   |
| 31. | Bartosz Fraszko      | Polska            | Tauron KH GKS Katowice        | 1     | 0      | 0      | 0      | 0          | 0   |
| 32. | Jakub Gimiński       | Polska            | JKH GKS Jastrzębie            | 2     | 0      | 0      | 0      | 0          | 0   |
| 33. | Mateusz Gościński    | Polska            | GKS Tychy                     | 1     | 0      | 0      | 0      | 0          | 0   |
| 34. | Dominik Jarosz       | Polska            | JKH GKS Jastrzębie            | 2     | 0      | 0      | 0      | 0          | 0   |
| 35. | Alaksandr Jeronau    | Białoruś          | GKS Tychy                     | 1     | 0      | 0      | 0      | 0          | 0   |
| 36. | Bartłomiej Jeziorski | Polska            | GKS Tychy                     | 1     | 0      | 0      | 0      | 0          | 0   |
| 37. | Daniel Kapica        | Polska            | KH TatrySki Podhale Nowy Targ | 2     | 0      | 0      | 0      | 0          | 0   |
| 38. | Gleb Klimienko       | Rosja             | GKS Tychy                     | 1     | 0      | 0      | 0      | 2          | 0   |
| 39. | Marcin Kolusz        | Polska            | KH TatrySki Podhale Nowy Targ | 2     | 0      | 0      | 0      | 0          | 0   |
| 40. | Filip Komorski       | Polska            | GKS Tychy                     | 1     | 0      | 0      | 0      | 0          | 0   |
| 41. | Michał Kotlorz       | Polska            | GKS Tychy                     | 1     | 0      | 0      | 0      | 2          | 0   |
| 42. | Oskar Krawczyk       | Polska            | Tauron KH GKS Katowice        | 1     | 0      | 0      | 0      | 0          | 0   |
| 43. | Patryk Krężołek      | Polska            | Tauron KH GKS Katowice        | 1     | 0      | 0      | 0      | 0          | 0   |
| 44. | Jakub Kubeš          | Czechy            | JKH GKS Jastrzębie            | 2     | 0      | 0      | 0      | 2          | 0   |
| 45. | Mateusz Michalski    | Polska            | KH TatrySki Podhale Nowy Targ | 2     | 0      | 0      | 0      | 0          | 0   |
| 46. | Andrij Michnow       | Ukraina           | GKS Tychy                     | 1     | 0      | 0      | 0      | 0          | 0   |
| 47. | Robert Mrugała       | Polska            | KH TatrySki Podhale Nowy Targ | 2     | 0      | 0      | 0      | 2          | 0   |
| 48. | Michał Rybak         | Polska            | Tauron KH GKS Katowice        | 1     | 0      | 0      | 0      | 0          | 0   |
| 49. | Jarosław Rzeszutko   | Polska            | GKS Tychy                     | 1     | 0      | 0      | 0      | 0          | 0   |
| 50. | Radosław Sawicki     | Polska            | Tauron KH GKS Katowice        | 1     | 0      | 0      | 0      | 0          | 0   |
| 51. | Łukasz Siuty         | Polska            | KH TatrySki Podhale Nowy Targ | 2     | 0      | 0      | 0      | 0          | 0   |
| 52. | Tomasz Skokan        | Polska            | Tauron KH GKS Katowice        | 1     | 0      | 0      | 0      | 0          | 0   |
| 53. | Adrian Słowakiewicz  | Polska            | KH TatrySki Podhale Nowy Targ | 2     | 0      | 0      | 0      | 0          | 0   |
| 54. | Jan Sołtys           | Polska            | JKH GKS Jastrzębie            | 2     | 0      | 0      | 0      | 0          | 0   |
| 55. | Filip Starzyński     | Polska            | Tauron KH GKS Katowice        | 1     | 0      | 0      | 0      | 2          | 0   |
| 56. | Tomáš Sýkora         | Słowacja          | GKS Tychy                     | 1     | 0      | 0      | 0      | 0          | 0   |
| 57. | Niko Tuhkanen        | Finlandia         | Tauron KH GKS Katowice        | 1     | 0      | 0      | 0      | 2          | 0   |
| 58. | Patryk Wajda         | Polska            | KH TatrySki Podhale Nowy Targ | 2     | 0      | 0      | 0      | 2          | 0   |
| 59. | Jakub Wanacki        | Polska            | Tauron KH GKS Katowice        | 1     | 0      | 0      | 0      | 0          | 0   |
| 60. | Michael Cichy        | Stany Zjednoczone | GKS Tychy                     | 1     | 0      | 0      | 0      | 2          | -1  |
| 61. | Bartosz Ciura        | Polska            | GKS Tychy                     | 1     | 0      | 0      | 0      | 2          | -1  |
| 62. | Dušan Devečka        | Słowacja          | Tauron KH GKS Katowice        | 1     | 0      | 0      | 0      | 0          | -1  |
| 63. | Rafał Dutka          | Polska            | KH TatrySki Podhale Nowy Targ | 2     | 0      | 0      | 0      | 0          | -1  |
| 64. | Radosław Galant      | Polska            | GKS Tychy                     | 1     | 0      | 0      | 0      | 0          | -1  |
| 65. | Kamil Górny          | Polska            | GKS Tychy                     | 1     | 0      | 0      | 0      | 0          | -1  |
| 66. | Miro Hovinen         | Finlandia         | KH TatrySki Podhale Nowy Targ | 2     | 0      | 0      | 0      | 0          | -1  |
| 67. | Krzysztof Kantor     | Polska            | JKH GKS Jastrzębie            | 2     | 0      | 0      | 0      | 4          | -1  |
| 68. | Patryk Kogut         | Polska            | GKS Tychy                     | 1     | 0      | 0      | 0      | 0          | -1  |
| 69. | Eetu Moksunen        | Finlandia         | KH TatrySki Podhale Nowy Targ | 2     | 0      | 0      | 0      | 4          | -1  |
| 70. | Maciej Sulka         | Polska            | JKH GKS Jastrzębie            | 2     | 0      | 0      | 0      | 0          | -1  |
| 71. | Alexander Szczechura | Kanada            | GKS Tychy                     | 1     | 0      | 0      | 0      | 0          | -1  |
| 72. | Joona Tolvanen       | Finlandia         | KH TatrySki Podhale Nowy Targ | 2     | 0      | 0      | 0      | 2          | -1  |
| 73. | Maciej Urbanowicz    | Polska            | Tauron KH GKS Katowice        | 1     | 0      | 0      | 0      | 2          | -1  |
| 74. | Jakub Worwa          | Polska            | KH TatrySki Podhale Nowy Targ | 2     | 0      | 0      | 0      | 0          | -1  |
| 75. | Adam Bagiński        | Polska            | GKS Tychy                     | 1     | 0      | 0      | 0      | 4          | -2  |
| 76. | Michael Kolarz       | Czechy            | GKS Tychy                     | 1     | 0      | 0      | 0      | 2          | -2  |
| 77. | Bartłomiej Pociecha  | Polska            | GKS Tychy                     | 1     | 0      | 0      | 0      | 2          | -2  |
| 78. | Jakub Witecki        | Polska            | GKS Tychy                     | 1     | 0      | 0      | 0      | 0          | -2  |

### Bramkarze
| Lp. | Zawodnik           | Narodowość        | Klub                          | Mecze | S  | BP | SO | %    | ŚBP  | ŚSO  | Czas   | Minuty kar |
| --- | ------------------ | ----------------- | ----------------------------- | ----- | -- | -- | -- | ---- | ---- | ---- | ------ | ---------- |
| 1.  | Ondřej Raszka      | Czechy            | JKH GKS Jastrzębie            | 2     | 67 | 3  | 64 | 95,5 | 1,38 | 32   | 130:00 | 0          |
| 2.  | Przemysław Odrobny | Polska            | KH TatrySki Podhale Nowy Targ | 2     | 56 | 3  | 53 | 94,6 | 1,50 | 26,5 | 113:53 | 2          |
| 3.  | Kevin Lindskoug    | Szwecja           | Tauron KH GKS Katowice        | 1     | 47 | 4  | 43 | 91,5 | 4    | 43   | 70:00  | 0          |
| 4.  | John Murray        | Stany Zjednoczone | GKS Tychy                     | 1     | 30 | 3  | 27 | 90,0 | 2    | 27   | 60:00  | 0          |
| 5.  | Oskar Prokop       | Polska            | JKH GKS Jastrzębie            | 0     | 0  | 0  | 0  | 0    | 0    | 0    | 0      | 0          |
| 6.  | Błażej Kapica      | Polska            | KH TatrySki Podhale Nowy Targ | 0     | 0  | 0  | 0  | 0    | 0    | 0    | 0      | 0          |
| 7.  | Michał Kieler      | Polska            | Tauron KH GKS Katowice        | 0     | 0  | 0  | 0  | 0    | 0    | 0    | 0      | 0          |
| 8.  | Kamil Lewartowski  | Polska            | GKS Tychy                     | 0     | 0  | 0  | 0  | 0    | 0    | 0    | 0      | 0          |

Legenda:

S = strzały, BP = bramki puszczone, SO = strzały obronione, ŚBP = średnia bramek puszczonych, ŚSO = średnia strzałów obronionych